# Czasownik łaciński
Czasownik (verbum) w języku łacińskim podlega koniugacji, tj. odmianie przez osoby, liczby, czasy, tryby i strony. Występują cztery typy odmiany: koniugacja pierwsza (o temacie zakończonym na -ā), koniugacja druga (o temacie zakończonym na -ē), koniugacja trzecia (o temacie zakończonym na spółgłoskę, przy czym występuje w niej też podtyp, w którym między tematem a końcówką występuje spójka ĭ) i koniugacja czwarta (o temacie zakończonym na -ī). Istnieją też niepodlegające koniugacji formy bezosobowe czasownika.

## Formy osobowe
Formy osobowe czasownika w języku łacińskim (verbum finitum) to:
- trzy osoby (personae): persona prima (osoba pierwsza), persona secunda (osoba druga) i persona tertia (osoba trzecia)
- dwie liczby (numeri): (numerus) singularis (liczba pojedyncza) i (numerus) pluralis (liczba mnoga). Występująca w języku praindoeuropejskim liczba podwójna ((numerus) dualis) w koniugacji łacińskiej zanikła całkowicie jako kategoria gramatyczna.
- sześć czasów (tempora): (tempus) praesens (czas teraźniejszy), (tempus) imperfectum (czas przeszły niedokonany), (tempus) futurum primum (czas przyszły niedokonany, nazwę zapisuje się często jako (tempus) futurum I), (tempus) perfectum (czas przeszły dokonany), (tempus) plusquamperfectum (czas zaprzeszły), (tempus) futurum exactum (czas przyszły uprzedni, nazwę zapisuje się często jako (tempus) futurum II). Pierwsze trzy czasy wiążą się z aspektem niedokonanym czasownika (verbum infectum), drugie trzy z aspektem dokonanym czasownika (verbum perfectum).
- trzy tryby (modi): (modus) indicativus (tryb oznajmujący, zwany też trybem orzekającym), (modus) coniunctivus (tryb popularnie nazywany przypuszczającym, choć właściwszą nazwą jest „tryb łączący” lub „tryb warunkowy”), (modus) imperativus (tryb rozkazujący). Występujący w języku praindoeuropejskim tryb życzący ((modus) optativus) zanikł w języku łacińskim prawie całkowicie i nie istnieje jako kategoria gramatyczna, a jego funkcje przejął coniunctivus.
- dwie strony (genera): (genus) activum (strona czynna) i (genus) passivum (strona bierna). Występująca w języku praindoeuropejskim strona medialna ((genus) medium) w języku łacińskim zanikła, a jej funkcje przejęła strona bierna.

## Formy bezosobowe
Formy bezosobowe czasownika w języku łacińskim (verbum infinitum, nomina verbalia) to:
- formy bezosobowe czasownika o charakterze rzeczownikowym (substantiva verbalia)
  - infinitivus (bezokolicznik). W języku łacińskim jest sześć form bezokolicznika: infinitivus praesentis activi, infinitivus perfecti activi, infinitivus futuri activi, infinitivus praesentis passivi, infinitivus perfecti passivi i infinitivus futuri passivi. Infinitivus nie podlega deklinacji.
  - gerundium (rzeczownik odczasownikowy). Gerundium podlega ułomnej deklinacji.
  - supinum (celownik odczasownikowy). Supinum podlega ułomnej deklinacji.
- formy bezosobowe czasownika o charakterze przymiotnikowym (adiectiva verbalia), czyli participia (imiesłowy). W języku łacińskim są cztery participia: participium praesentis (activi), participium perfecti (passivi), participium futuri activi i participium futuri passivi, nazywane częściej gerundivum. Participia łacińskie podlegają deklinacji.

Funkcje wymienionych kategorii gramatycznych nie zawsze w pełni odpowiadają funkcjom analogicznych kategorii gramatycznych innych języków fleksyjnych i zostały opisane w odpowiednich rozdziałach.

## Morfologia czasownika łacińskiego

### Fleksja

#### Tematy czasownika łacińskiego. Koniugacje łacińskie
Czasownik łaciński ma trzy tematy: temat praesentis, temat perfecti activi i temat supini (w niektórych gramatykach określany jako temat participii perfecti passivi). Tematy te można rozróżnić dzięki podawanym przez słowniki tzw. formom podstawowym. Formy podstawowe czasownika to 1. osoba praesentis indicativi activi, infinitivus praesentis activi, 1. osoba perfecti indicativi activi i supinum, np. kolejno vinco, vincěre, vici, victum. Znajomość form podstawowych czasownika jest niezbędna do znajomości jego odmiany, dlatego też w nauce języka łacińskiego konieczna jest opanowanie pamięciowe wszystkich form podstawowych.
Znajomość czterech form podstawowych czasownika umożliwia ustalenie, do której spośród czterech koniugacji łacińskich należy dany czasownik.
Temat praesentis czasownika kończy się:
- w koniugacji I na -ā
- w koniugacji II na -ē
- w koniugacji III na spółgłoskę lub -ŭ
  - w koniugacji III występują też czasowniki o temacie rozszerzonym o -ĭ
- w koniugacji IV na -i

1 osoba praesentis indicativi activi kończy się:
- w koniugacji I na -o
- w koniugacji II na -eo
- w koniugacji III na -o lub -io
- w koniugacji IV na -io

Infinitivus praesentis activi kończy się:
- w koniugacji I na -āre
- w koniugacji II na -ēre
- w koniugacji III na -ěre
- w koniugacji IV na -īre

Temat supini przybiera różne zakończenia niezależnie od koniugacji.

#### Formy podstawowe czasownika
Znajomość pierwszej i drugiej formy podstawowej czasownika jest konieczna do ustalenia, do której koniugacji należy czasownik. Tak np. czasownik o pierwszej formie amo mógłby należeć do koniugacji I lub III – znając jego drugą formę amare wiadomo, że należy do koniugacji I. Czasownik o drugiej formie videre mógłby należeć do koniugacji II lub III – znając jego pierwszą formę video wiadomo, że należy do koniugacji II. Czasownik o pierwszej formie audio mógłby należeć do koniugacji III lub IV – po drugiej formie audire wiadomo, że należy do koniugacji IV.
Postacie trzeciej i czwartej formy czasownika bywają różne – trzecia pokrywa się z tematem perfecti, czwarta z tematem supini. Bez ich znajomości nie potrafilibyśmy tworzyć odpowiednio form tworzonych od tematu perfecti i form tworzonych od tematu supini.
Znaczna większość czasowników I koniugacji przybiera formy podstawowe typu -amo -amāre, -amāvi, -amātum.

#### Temat praesentis
Od tematu praesentis tworzy się:
1. praesens indicativi activi et passivi
2. imperfectum indicativi activi et passivi
3. futurum primum indicativi activi et passivi
4. praesens coniunctivi activi et passivi
5. imperfectum coniunctivi activi et passivi
6. imperativus praesentis activi et passivi
7. imperativus futuri activi et passivi
8. infinitivus praesentis activi et passivi
9. participium praesentis activi
10. participium futuri passivi (gerundivum)
11. gerundium.

Występujące w języku łacińskim formy tematu praesentis to:
1. temat równy rdzeniowi, np. dico, duco
2. temat równy rdzeniowi z reduplikacją, tj. powtórzeniem na początku wyrazu pierwszej spółgłoski tematu z dodaną do niej samogłoską -i, np. gigno (z dawnego gigněo) (por. part. perf. pass. genitus)
3. temat równy rdzeniowi + spółgłoska nosowa wtrącona do tematu jako infiks lub sufiks, np. rumpo (por. part. perf. pass. ruptus), vinco (por. part. perf. pass. victus), fallo (dawne falno, por. part. perf. pass. falsus). W czasownikach pingo, fingo i iungo -n przeszło także do tematu perfecti.
4. temat równy rdzeniowi z przyrostkiem -sc, np. cognosco (por. perf. cognovi)
5. temat równy rdzeniowi z przyrostkiem -t, np. flecto (por. perf. flexi), necto (por. perf. nexi)
6. temat równy rdzeniowi z przyrostkiem -i, np. venio (por. part. perf. pass. ventum).

##### Tworzenie form czasownika od tematu praesentis
Cechą charakterystyczną końcówek passivi jest występowanie spółgłoski -r w każdej z nich, prócz końcówki 2. osoby pluralis. Zamiast końcówki drugiej osoby singularis passivi -ris może występować końcówka -re.
Indicativus praesentis activi tworzy się dodając do tematu praesentis końcówek -o, -s, -t (dla kolejnych osób singularis) i -mus, -tis, -nt (dla kolejnych osób pluralis), np. amo, amas, amat, amamus, amatis, amant. Forma 1. osoby liczby pojedynczej I koniugacji powstaje tak samo, samogłoska tematyczna -ā zlewa się w niej jednak z końcówką osobową: zamiast amao czy laudao występują więc formy amo i laudo.
Indicativus praesentis passivi tworzy się przez dodanie do tematu praesentis końcówek -r, -ris (-re), tur, mur, mini, ntur. Także tu temat koniugacji pierwszej ulega w formach 1. osoby singularis stopieniu z końcówką osobową – wzór odmiany przedstawia się więc następująco: amor, amaris, amatur, amamur, amamini, amantur.
Coniunctivus praesentis activi tworzy się dodając do tematu cechę -e (dla koniugacji I) lub -a (dla pozostałych koniugacji) i końcówkek osobowych -m, -s, -t, -mus, -tis, -nt. Cecha -e uległa stopieniu z tematem koniugacji I, dlatego coniunct. praes. act. tej koniugacji wygląda następująco: amem, ames, amet, amemus, ametis, ament. Coniunct. praes. act. pozostałych koniugacji wygląda następująco: puniam, punias, puniat, puniamus, puniatis, puniant.
- Spotyka się czasem formy archaiczne coniunct. praes. act. czasownika do – zamiast formy dem formę duim i zamiast formy dent formę duint. Stanowią one pozostałość dawnego optatiwu.

Coniunctivus praesentis passivi tworzy się podobnie jak coniunct. praes. act., zastępując końcówki activi końcówkami passivi. Np. coniunct. praes. pass. I ma postać amer, ameris (amere), ametur, amemur, amemini, amentur, a III vincar, vincaris (vincare), vincatur, vincamur, vincamini, vincantur.
Indicativus imperfecti activi tworzy się przez dodanie do tematu praesentis cechy -ba i odpowiedniej końcówki osobowej activi: amabam, amabas, amabat, amabamus, amabatis, amabant. Cecha -ba jest prawdopodobnie formą dawnego czasownika posiłkowego, podobnie jak polska forma chwaliłem, powstała z dawnego chwalił jeśm.
Indicativus imperfecti passivi tworzy się przez dodanie do tematu praesentis cechy -ba i odpowiedniej końcówki passivi, np. laudabar, laudabaris (laudabare), laudabatur, laudabamur, laudabamini, laudabantur.
Coniunctivus imperfecti activi tworzy się przez dodanie do tematu praesentis sufiksu -rē i końcówki osobowej activi, np. monerem, moneres, moneret, moneremus, moneretis, monerent. Sufiks -rē powstał na skutek rotacyzmu z sufiksu -se. Naukę tej formy może ułatwić jej podobieństwo z infinitiwem – tworzy się ją tak, jakby do infinitiwu praesentis dodawało się końcówki osobowe activi (trzeba jednak pamiętać o iloczasie: przy inf. monerě, 1. os. plur. jest jednak monerēmus).
Coniunctivus imperfecti passivi tworzy się jak coniunct. imperf. act., zastępując końcówki activi końcówkami passivi, np. monerer, monereris (monerere), moneretur, moneremur, moneremini, monerentur.
Indicativus futuri I activi tworzy się odmiennie z jednej strony dla koniugacji I i II, z drugiej dla III i IV.
- Dla koniugacji I i II tworzy się go przez dodanie do tematu praesentis cechy czasowej -b i odpowiedniej końcówki osobowej. Między cechą -b a końcówkami rozpoczynającymi się na spółgłoskę występuje spójka -i (w trzeciej osobie pluralis -u), np. laudabo, laudabis, laudabit, laudabimus, laudabitis, laudabunt.
- Dla koniugacji III i IV przez dodanie do tematu praesentis cechy -a dla osoby pierwszej singularis, cechy e dla pozostałych osób singularis i pluralis, np. puniam, punies, puniet, puniemus, punietis, punient.

Indicativus futuri I passivi również tworzy się odmiennie dla analogicznych grup koniugacji, zastępując końcówki activi końcówkami passivi, np.:
- dla koniugacji I: laudabor, laudaberis (laudabere), laudabitur, laudabimur, laudabimini, laudabuntur. Należy zwrócić uwagę, że w drugiej osobie singularis spójka -i przechodzi w -e, a w trzeciej osobie pluralis w -u.
- dla koniugacji IV: puniar, punieris (puniere), punietur, puniemur, puniemini, punientur.

Imperativus I (praesentis) activi występuje w 2. osobie singularis i pluralis. Dla 2. osoby singularis pokrywa się z tematem, dla 2. osoby pluralis końcówką jest -te, np. ama (kochaj), amate (kochajcie). W koniugacji III między tematem a końcówką drugiej osoby pluralis występuje spójka -i, np. vince (zwyciężaj), vincite (zwyciężajcie).
- Czasowniki dico, duco, facio i fero przybierają w drugiej osobie imperat. praes. act. formę apokopowaną (skróconą), tj. kolejno dic, duc, fac i fer.
  - Czasowniki złożone od duco i fero także przybierają w 2. osobie singularis imperat. praes. act. fomę apokopowaną (np. adduc dla adduco, confer dla confero). Czasowniki złożone od facio zachopwują natomiast regularne formy, np. confice od conficio.
- Czasownik fero przybiera formę skróconą ferte także w 2. osobie pluralis imperat. praes. act.
- W łacinie klasycznej czasownik scio nie ma form imperat. praes., a tylko formy imperat. fut., tj. scito, scitote.

Imperativus I (praesentis) passivi tworzy się analogicznie do imperat. praes. act. Do tematu praesentis dodaje się końcówki -re i -mini, np. laudare (bądź chwalony), laudamini (bądźcie chwaleni). W koniugacji III między tematem a końcówką występuje spójka -i, np. vincere (bądź zwyciężany), vincimini (bądźcie zwyciężani).
Imperativus II (futuri) activi występuje dla 2. i 3. osoby singularis i pluralis. Tworzy się go przez dodanie do tematu praesentis końcówek osobowych -to, -to, -tote i -nto, np. amato, amato, amatote, amanto. W koniugacji trzeciej między tematem a końcówką osobową występują spoójki -i i -u, np. vincito, vincito, vincitote, vincunto.
Imperativus II (futuri) passivi występuje dla 2. i 3. osoby singularis i dla trzeciej osoby pluralis. Tworzy się go przez dodanie do tematu praesentis końcówek osobowych -tor, -tor, -ntor, np. amator, amator, amantor. W koniugacji III między tematem a końcówką osobową występują spójki -i i -u, np. vincitor, vincitor, vincuntor.
Infinitivus praesentis activi tworzy się przez dodanie do tematu czasownika końcówki -re powstała z końcówki -se na drodze rotacyzmu, np. videre. W koniugacji III między tematem a końcówką występuje spójka -e, np. vincere. W koniugacji III o temacie rozszerzonym o -i w infinitiwie praesentis activi rozszerznie -i nie występuje, np. capere.
Infinitivus praesentis passivi tworzy się przez dodanie do tematu czasownika końcówki -ri dla koniugacji I, II i IV, np. laudari, lub końcówki -i dla koniugacji III, np. vinci. Niekiedy występuje archaiczna końcówka inf. praes. pass. -ier, np. accingier.
Gerundium tworzy się przez dodanie do tematu czasownika -nd, w koniugacji III między -nd a tematem występuje spójka -e. Gerundium podlega odmianie przez przypadki. W nominatywie zastępuje je infinitivus praesentis activi. Deklinacja gerundium, omówiona szerzej w artykule gerundium w języku łacińskim, przebiega według wzoru:
- Nominativus: laudare, chwalenie
- Genetivus: laudandi, chwalenia
- Dativus: laudando, chwaleniu
- Accusativus:
  - bez przyimka: laudare, chwalenie
  - z przyimkiem: laudandum, np. ad laudandum, do chwalenia, inter laudandum itp.
- Ablativus: laudando, chwaleniem

Participium praesentis activi tworzy się przez dodanie do czasownika -ns (w nominatywie singularis) lub -nt i końcówki deklinacyjnej (dla pozostałych przypadków). Podlega ono deklinacji według deklinacji III samogłoskowej; w abl. sing. występuje końcówka -e jeśli part. pełni funkcję czasownikową, końcówka -i jeśli pełni funkcję przymiotnikową. Wzorzec odmiany podaje artykuł participia w języku łacińskim.
Participium futuri passivi (gerundivum) tworzy się przez dodanie do tematu czasownika -nd i końcówki deklinacyjnej -a (dla rodzaju żeńskiego), -us (dla rodzaju męskiego) lub -um (dla rodzaju nijakiego). Part. praes. pass. podlega dekilnacji według deklinacji I (rodzaj żeński) lub II (rodzaj męski i nijaki). Wzorzec odmiany podaje artykuł participia w języku łacińskim.
- Obok form zakończonych na -endus występują też formy starsze, zakończone na -undus, np. de repetudinis, oriundus.

#### Temat perfecti activi
Od tematu perfecti activi tworzy się:
1. perfectum indicativi activi
2. perfectum coniunctivi activi
3. plusquamperfectum indicativi activi
4. plusquamperfectum coniunctivi activi
5. futurum II (exactum) indicativi activi
6. infinitivus perfecti activi.

Występujące w języku łacińskim formy tematu perfecti activi powstają przez:
1. dodanie -v, przechodzącego czasem w -ŭ
  - formy z -v występują po samogłosce długiej, np. amāvi (por. praes. amo), delēvi (por. praes. deleo)
  - formy z -ŭ występują po samogłosce krótkiej i po spółgłosce, np. monŭi (por. praes. moneo)
2. dodanie -s, np. mansi (por. praes. maneo), dixi (dic-si, por. praes. dico), rīsi (dawne ridsi, por. praes. rideo), gessi (por. praes. gero, dawne geso), scripsi (por. praes. scribo), sensi (daw. sentsi, por. praes. sentio)
3. reduplikację, polegającą na podwojeniu pierwszej spółgłoski tematu z samogłoską -ě, np. pependi (por. praes. pendo), cecini (por. praes. cano), tetigi (por. praes. tango), pepuli (por. praes. pello). Występowanie form momordi (por. praes. mordeo) i cucurri (por. praes. curro) zamiast oczekiwanych cecurri i memordi tłumaczy się wpływem samogłoski rdzennej. W formach spopondi (z dawnego spospondi) i steti (z dawnego stesti) powtórzeniu ulegają obie początkowe spółgłoski tematu. Verba composita tracą reduplikację: np. repperi zamiast repeperi, rettuli zamiast retetuli. Czasem pod wpływem analogii do verbum compositum reduplikację traci także verbum simplex, np. tuli zamiast tetuli pod wpływem rettuli i contuli.
4. wzdłużenie samogłoski rdzennej, np. ēmi (por. praes. ěmo), vēni (por. praes. věnio)
  - Wśród form ze wzdłużeniem samogłoski rdzennej istnieją formy z równoczesną jej wymianą, np. fēci (por. praes. făcio), ēgi (por. praes. ăgo)
5. Bez żadnej zmiany, np. verti (praes. verto), defendi (praes. defendo)

##### Tworzenie form czasownika od tematu perfecti activi
Przy formach czasowników tworzonych od tematu perfecti nie zachodzą różnice między koniugacjami.
Cechą charakterystyczną form utworzonych od tematu perfecti jest grupa -is występująca między końcówką a tematem. Grupa ta pomiędzy samogłoskami przechodzi w -er na zasadzie rotacyzmu.
Często formy zawierające grupę -vi- tracą ją tworząc formy synkopowane, np. laudavistis = laudastis, audiverit = audierit, laudaverim=laudarim, novisse = nosse. Zjawisko to zachodzi w tematach perfecti samogłoskowych na -āvi, -ēvi, -īvi, -ōvi.
- -vi wypada w nich przed -s, np. laudastis obok laudavistis, nosse obok novisse.
- -ve wypada w nich przed -r, np. laudarunt obok laudaverunt, norint obok noverint
- W formach na -ivi przed -er wypada tylko samo -v, np. audierit obok audiverit.

Indicativus perfecti activi tworzy się dodając do tematu perfecti końcówki -i, -isti, -it, -ĭmus, -istis, -ērunt (-ere), np. scripsi, scripsisti, scripsit, scripsimus, scripsistis, scripserunt (scripsere). W drugiej osobie singularis i pluralis właściwą końcówkę poprzedza przyrostek -is, w trzeciej pluralis -er. Końcówki perfecti indicativi actvi nie występują w żadnym innym czasie.
- Zamiast najczęściej występującej końcówki -ērunt może w trzeciej osobie pluralis wystąpić także końcówka -ēre, a w poezji także -ěrunt lub -ěre.

Coniunctivus perfecti activi tworzy się dodając do tematu perfecti końcówki osobowe -erim, -eris, -erit, -erimus, -eritis, -erint, np. laudaverim, laudaveris, laudaverit, laudaverimus, laudaveritis, laudaverint.
- Dla czasowników dico, facio i audere występują czasem formy archaiczne coniunct. perf. act. stanowiące pozostałość dawnego optatiwu, tj. formy dixim obok dixerim, faxim obok fecerim i ausim obok ausus sim.

Indicativus plusquamperfecti activi tworzy się dodając do tematu perfecti końcówki osobowe -eram, -eras, -erat, -eramus, -eratis, -erant, np. amaveram, amaveras, amaverat, amaveramus, amaveratis, amaverant.
Coniunctivus plusquamperfecti activi tworzy się dodając do tematu perfecti końcówki -issem, -isses, -isset, -issemus, -issetis, -issent, np. laudavissem, laudavisses, laudavisset, laudavissemus, laudavissetis, laudavissent.
Indicativus futuri II activi tworzy się dodając do tematu perfecti grupę końcówki -ero, -eris, -erit, -erimus, -eritis, -erint. Należy zwrócić uwagę, że mimo że formy futuri II activi z wyjątkiem 3. osoby pluralis są podobne do form coniunctivi perfecti activi, mają jednak one inne pochodzenie, a poza tym różnią się iloczasem: u części pisarzy, zwłaszcza starszych – np. u Plauta – obowiązuje rozróżnienie na coniunctivus z i długim (typu laudaverīmus) i futurum z krótkim (laudaverĭmus).
- czasownik faxo (faxis, faxit) ma znaczenie formy futurum II fecero (feceris, fecerit), a czasownik capso formy cepero. Są to pozostałości form zanikłego w klasycznej łacinie czasu, zwanego aorystem.

Infinitivus perfecti activi tworzy się przez dodanie do tematu perfecti końcówki isse, np. laudavisse, monuisse.

#### Temat supini
Od tematu supini (w niektórych gramatykach określanego jako temat participii perfecti passivi) tworzy się:
1. supinum
2. participium perfecti passivi
3. participium futuri activi.

W języku łacińskim występują dwie formy tematu supini:
1. forma z przyrostkiem -tum, np. laudātum (praes. laudo), lectum (praes. lego)
2. forma z przyrostkiem -sum, np. mansum (praes. maneo)
3. Niekiedy pod wpływem analogii przyrostek ulega rozszerzeniu występując jako -itum lub -utum, np. petitum, locutum.

Wszystkie te zakończenia powstały z przyrostka -tum, który pod wpływem analogii lub ze względu na prawa fonetyczne pod wpływem rdzenia uległ przemianom fonetycznym, np. part. perf. pass. clausus powstało z dawnego claudtus pod wpływem praw fonetycznych, a forma locūtus przez analogię do formy statūtus, w której -ū jest częścią tematu.

##### Tworzenie form czasownika od tematu supini
Supinum jest identyczne z tematem supini. Podlega częściowej deklinacji:
- Accusativus: laudatum, aby chwalić
- Ablativus: laudatu, do chwalenia

Participium perfecti passivi przybiera formy tematu supini zakończone na -a (rodzaj żeński), -us (rodzaj męski), -um (rodzaj nijaki), np. laudatus, laudata, laudatum. Podlega deklinacji według deklinacji I (rodzaj żeński) lub II (rodzaj męski i nijaki).
Participium futuri activi tworzy się dodając do tematu supini końcówki -urus, -ura, -urum, np. moniturus, monitura, moniturum. Podlega deklinacji według deklinacji I (rodzaj żeński) lub II (rodzaj męski i nijaki).

##### Formy złożone czasownika
Formy złożone (opisowe) czasownika tworzy się za pomocą tworzonych od tematu supini participiów perfecti passivi i futuri activi w połączeniu z czasownikiem posiłkowym sum, esse lub za pomocą supinum ze słowem iri. Są to:
Indicativus perfecti passivi, złożony z participium perfecti passivi (w formie dostosowanej do rodzaju i liczby podmiotu zdania) i odpowiednich form czasownika sum, esse w indicat. praes. act. (tj. sum, es, est, sumus, estis, sunt), np. laudatus sum, laudata sum, laudatum sum; laudati sunt, laudatae sunt, laudata sunt.
Coniunctivus perfecti passivi, złożony z participium perfecti passivi (w formie dostosowanej do rodzaju i liczby podmiotu zdania) i odpowiednich form czasownika sum, esse w coniunct. praes. act. (tj. sim, sis, sit, simus, sitis, sint), np. laudatus sit, laudata sit, laudatum sit; laudati sint, laudatae sint, laudata sint.
Indicativus plusquamperfecti passivi, złożony z participium perfecti passivi (w formie dostosowanej do rodzaju i liczby podmiotu zdania) i odpowiednich form czasownika sum, esse w indicat. imperf. act. (tj. eram, eras, erat, eramus, eratis, erant), np. laudatus eram, laudata eram, laudatum eram; laudati erant, laudatae erant, laudata erant.
Coniunctivus plusquamperfecti passivi, złożony z participium perfecti passivi (w formie dostosowanej do rodzaju i liczby podmiotu zdania) i odpowiednich form czasownika sum, esse w coniunct. imperf. act. (tj. essem, esses, esset, essemus, essetis, essent), np. laudatus essem, laudata essem, laudatum essem.
Indicativus futuri II (exacti) passivi, złożony z participium perfecti passivi (w formie dostosowanej do rodzaju i liczby podmiotu zdania) i form czasownika sum, esse w indicat. fut. I act. (tj. ero, eris, erit, erimus, eritis, erunt), np. laudatus ero, laudata ero, laudatum ero.
Infinitivus futuri activi, złożony z participium futuri activi i infinit. praes. act. czasownika sum, esse (tj. esse). W składni nominativus cum infinitivo participium futuri activi występuje w nominatywie, stąd infinitvus futuri activi przybiera formy takie jak lautaturus esse, laudatura esse, laudaturum esse, laudaturi esse, laudaturae esse, laudatura esse. W składni accusativus cum infinitivo participium futuri activi występuje w akuzatywie, stąd infinitivus futuri activi przybiera formy takie jak laudaturum esse, laudaturam esse, laudaturum esse, laudaturos esse, laudaturas esse, laudatura esse.
Infinitivus futuri passivi, złożony z supinum i słowa iri, stanowiącego participium futuri passivi od czasownika eo, ire, np. laudatum iri, clausum iri.
- Infinitivus futuri passivi nie ulega zmianie w zależności od rodzaju lub liczby.

#### Koniugacja III na -io
Koniugacja III obok tematów spółgłoskowych i zakończonych na -u zawiera także grupę czasowników o temacie rozszerzonym o -i (naztwaną czasem koniugacją IIIb), np. capio, capěre. Są wśród tych czasowników także verba deponentia, np. morior, morī, mortuus sum. W niektórych formach -i jest zachowane, w niektórych zanika. W nauce języka łacińskiego formom koniugacji III na -io należy poświęcić szczególną uwagę ze względu na możliwość pomylenia ich z formami koniugacji IV. Należy zwrócić uwagę na fakt, że różnicą między koniugacją III na -io a koniugacją IV jest także to, że w koniugacji III -i jest zawsze krótkie.
Formy tracące w odmiane -i to:
- infinitivus praesentis actvi, np. capěre (por. legěre w koniugacji III i audīre w IV)
- coniunctivus imperfecti activi, np. capěrem
- coniunctivus imperfecti passivi, np. capěrer
- 2. osoba singularis indicat. praes. act., np. capěris
- 2. osoba singularis imperat. praes. act., np. cape (por. lege w koniugacji III i audi w IV)

W pozostałych formach koniugacja III zachowuje -i, np. w indicat. praes. act. odmienia się capio, capis, capit, capĭmus, capĭtis, capiunt (por. kon. III – lego, legis, legit, legĭmus, legĭtis, legunt i IV – audio, audis, audit, audīmus, audītis, audiunt).

#### Verba deponentia
(Verba) deponentia (w liczbie pojedynczej (verbum) deponens) to czasowniki, które przyjmują formy fleksyjne strony biernej, ale mają znaczenie czynne (względnie zwrotne), np. hortor, hortari, hortatus sum ma znaczenie czynne „napominam, zachęcam”. Nazwę deponens utworzyli rzymscy gramatycy od czasownika deponere (pozbyć się), by zaznaczyć, że czasowniki te „pozbyły się” strony czynnej.
- Deponentia zachowują jednak niektóre formy strony czynnej i znaczenie czynne. Formy te to:
  1. participium praesentis activi, np. hortans
  2. participium futuri activi, np. hortaturus
  3. infinitivus futuri activi, np. hortaturum esse
  4. gerundium, np. hortandi, hortando itd.
  5. supinum, np. hortatum, hortatu
- Ich gerundivum ma natomiast znaczenie bierne, np. słowo hortandus znaczy mający być napominanym, zachęcanym.

#### Verba semideponentia
Verba semideponentia to czasowniki tworzące część form według strony czynnej, część według strony biernej. Wyróżnia się tu dwie grupy:
- Czasowniki zachowujące się jak verba deponentia (mające formy strony biernej przy czynnym znaczeniu) w formach utworzonych od tematu perfecti, tj. czasowniki:
  - audeo, audere, ausus sum – odważam się
  - confido, confidere, confisus sum – ufam
  - diffido, diffidere, diffisus sum – nie ufam
  - fido, fidere, fisus sum – ufam
  - gaudeo, gaudere, gavisus sum – cieszę się
  - soleo, solere, solitus sum – mam zwyczaj
- Czasowniki zachowujące się jak verba deponentia w formach utworzonych od tematu praesentis, tj. czasownik
  - revertor, reverti, reverti – wracam

#### Verba anomala
Verba anomala to czasowniki nieregularne, takie, których nie można zaliczyć do żadnej koniugacji. W języku łacińskim są to czasowniki sum, esse, fui (jestem) i jego złożenia, czasownik fero, ferre, tuli, latum (niosę), czasowniki volo, velle, volui (chcę), nolo, nolle, nolui (nie chcę), malo, malle, malui (chcę), czasownik eo, ire, ii, itum (idę), czasownik fio, fieri, factus sum (staję się) – przy czym czasowniki sum, esse, fui i fero, ferre, tuli, latum są w ściślejszym ujęciu czasownikami koniugacji III, które jedynie wykazują pewne nieregularności w odmianie. Obok form regularnych formy nieregularne tworzy także czasownik edo, edere, edi, esum (jem), pewnymi nieregularnościami cechuje się też należący do I koniugacji czasownik do, dare, dedi, datum (daję).

##### Czasowniksum, esse, fuii composita
W odmianie czasownika sum, esse, fui występują dwa tematy: temat (e)s (w wyniku rotacyzmu przechodzący w er, por. polskie jest, sanskryckie asti) i temat fu (powstały z dawnego bhu, por. polskie być, sanskryckie bhuu).
Czasownik sum, esse, fui (jestem) przybiera formy:
- indicat. praes. sum, es, est, sumus, estis, sunt
- coniunct. praes. sim, sis, sit, simus, sitis, sint
- indicat. imperf. eram, eras, erat, eramus, eratis, erant
- con. imperf. essem, esses, esset, essemus, essetis, essent lub forem, fores, foret, foremus, foretis, forent
- fut. I ero, eris, erit, erimus, eritis, erunt
- imperat. I es, este
- imperat. II esto, esto, estote, sunto
- indicat. perf. fui, fuisti, fuit, fuimus, fuistis, fuerunt (fuere)
- coniunct. perf. fuerim, fueris, fuerit, fuerimus, fueritis, fuerint
- indicat. plusquamperf. fueram, fueras, fuerat, fueramus, fueratis, fuerant
- coniunct. plusquamperf. fuissem, fuisses, fuisset, fuissemus, fuissetis, fuissent
- fut. II fuero, fueris, fuerit, fuerimus, fueritis, fuerint
- part. praes. tworzy się tylko dla złożeń (jedynie absens i praesens); słowo ens, entis oznacza nie particiupium, a rzeczownik (byt) i bywa uważane za utworzone wbrew zasadom słowowórstwa łaciny klasycznej.
- part. fut. futurus, futura, futurum
- infinit. praes. esse
- infinit. perf. fuisse
- infinit. fut. futurum (futuram, futurum) esse lub fore.

Tak jak czasownik sum odmieniają się jego composita:
- absum, abesse, afui – jestem nieobecny, jestem oddalony
- adsum, adesse, adfui (affui) – jestem obecny, pomagam
- desum, deesse, defui – jestem nieobecny, brak mnie
- insum, inesse, infui – jestem w czymś
- intersum, interesse, interfui – uczestniczę
- obsum, obesse, obfui (offui) – szkodzę
- praesum, praeesse, praefui – jestem na czele, dowodzę
- subsum, subesse, – – jestem pod czymś
- supersum, superesse, superfui – pozostaję

Od czasowników absum i praesum tworzy się participia praesentis absens i praesens.
Pewne odmienności występują w odmianie czasowników possum, posse, potui (mogę) i prosum, prodesse, profui (pomagam). Czasownik possum powstał przez asymilację z dawnego potsum (potesum) – przed samogłoską t zachowło się, przed s uległo asymilacji. Czasownik possum przybiera więc następujące formy:
- indicat. praes. possum, potes, potest, possumus, potestis, possunt
- coniunct. praes. possim, possis, possit, possimus, possitis, possint
- indicat. imperf. poteram, poteras, poterat, poteramus, poteratis, poterant
- coniunct. imperf. possem, posses, posset, possemus, possetis, possent
- indicat. fut. I potero, poteris, poterit, poterimus, poteritis, poterunt
- part. praes. potens (możny)

Perfectum tego czasownika potui i participium potens powstały od nieużywanego czasownika poteo, potere. Tworzone od formy podstawowej potui formy perfecti są regularne.
Czasownik prosum powstał z dawnego prodsum – przed s głoska d uległa asymilacji, przed samogłoską zachowała się. Tak więc formy czasownika prosum to:
- indicat. praes. prosum, prodes, prodest, prosumus, prodestis, prosunt
- coniunct. praes. prosim, prosis, prosit, prosimus, prosint
- indicat. imperf. proderam, proderas, proderat, proderamus, proderatis, proderant
- coniunct. imperf. prodessem, prodesses, prodesset, prodessemus, prodessetis, prodessent
- indicat. fut. I prodero, proderis, proderit, proderimus, proderitis, proderunt
- imperat. I prodes, prodeste
- imperat II prodesto, prodesto, prodestote, prosunto
- infinit. praes. prodesse
- infinit. perf. profuisse
- infinit. fut. profuturum esse

##### Czasownikfero, ferre, tuli, latum
Niektóre formy czasownika fero, ferre, tuli, latum (niosę) od tematu praesentis tworzy się bez samogłoski tematycznej, pozostałe tworzy się regularnie według koniugacji III. Formy tworzone nieregularnie to:
- Indicativus praesentis activi fero, fers, fert, ferimus, fertis, ferunt
- Indicativus praesentis passivi feror, ferris, fertur, ferimur, ferimini, feruntur
- Coniunctivus imperfecti activi ferrem, ferres, ferret, ferremus, ferretis, ferrent
- Coniunctivus imperfecti passivi ferrer, ferreris, ferretur, ferremur, ferremini, ferrentur
- Imperativus activi I fer, ferte
- Imperativus passivi I ferre, ferrimini
- Imperativus activi II ferto, ferto, fertote, ferunto
- Imperativus passivi II fertor, fertor, feruntor
- Infinitivus praesentis activi ferre
- Infinitivus praesentis passivi ferri

Temat perfectum tuli miał pierwotnie formę z reduplikacją tetuli – stąd podwójne t w rettuli, perfectum od czasownika refero. Supinum latum powstało natomiast z formy tlatum.
Tak jak czasownik fero odmieniają się jego composita:
- affero, afferre, attuli, allatum – przynoszę
- aufero, auferre, abstuli, ablatum – zabieram, unoszę
- confero, conferre, contuli, collatum – znoszę, porównuję
- differo, differre, distuli, dilatum – odkładam
- effero, efferre, extuli, elatum – wynoszę
- infero, inferre, intuli, illatum – wnoszę
- offero, offerre, obtuli, oblatum – ofiaruję
- perfero, perferre, pertuli, perlatum – przenoszę
- refero, referre, rettuli, relatum – odnoszę, opowiadam
- tollo, tollere, sustuli, sublatum – podnoszę, usuwam

##### Czasownikivolo, noloimalo
Czasowniki volo (chcę), nolo (= ne volo, nie chcę) i malo (= magis volo, chcę) przybierają formy podstawowe:
- volo, velle, volui
- nolo, nolle, nolui
- malo, malle, malui

Nieregularne są formy tych czasowników utworzone od tematu praesentis, odmiana form utworzonych od tematu perfecti jest regularna.
Czasownik volo przybiera następujące formy od tematu praesentis:
- indicat. praes. volo, vis, vult, volumus, vultis, volunt
- coniunct. praes. velim, velis, velit, velimus, velitis, velint
- indicat. imperf. volebam, volebas, volebat, volebamus, volebatis, volebant
- coniunct. imperf. vellem, velles, vellet, vellemus, velletis, vellent
- fut. I volam, voles, volet, volemus, voletis, volent
- part. praes. volens

Obok form vult i vultis spotyka się także formy volt i voltis. Infinitivus praesentis velle powstał z formy velse, coniunctivus imperfecti vellem powstał z formy velsem, indicat. praes. 2. osoby singularis vis powstał z innego tematu (veis), por. invitus.
Czasownik nolo przybiera następujące formy od tematu praesentis:
- indicat. praes. nolo, non vis, non vult, nolumus, non vultis, nolunt
- coniunct. praes. nolim, nolis, nolit, nolimus, nolitis, nolint
- indicat. imperf. nolebam, nolebas, nolebat, nolebamus, nolebatis, nolebant
- coniunct. imperf. nollem, nolles, nollet, nollemus, nolletis, nollent
- fut. I nolam, noles, nolet, nolemus, noletis, nolent
- imperat. I noli, nolite
- imperat. II nolito, nolito, nolitote, nolunto
- part. praes. nolens

Czasownik malo przybiera następujące formy od tematu praesentis:
- indicat. praes. malo, mavis, mavult, malumus, mavultis, malunt
- coniunct. praes. malim, malis, malit, malimus, malitis, malint
- indicat. imperf. malebam, malebas, malebat, malebamus, malebatis, malebant
- coniunct. imperf. mallem, malles, mallet, mallemus, malletis, mallent
- fut. I malam, males, malet, malemus, maletis, malent

##### Czasownikeo, ire, ii, itum
Czasownik eo, ire, ii, itum (idę) przybiera formy:
- indicat. praes. ěo, īs, ĭt, īmus, ītis, ěunt
- coniunct. praes. ěam, ěās, ěāt, ěāmus, ěātis, ěant
- indicat. imperf. ībam, ības, ībat, ībāmus, ībātis, ībant
- coniunct. imperf. īrem, īres, īret, īrēmus, īrētis, īrent
- fut. I ībo, ībis, ībit, ībĭmus, ībĭtis, ībunt
- imperat. I ī, īte
- imperat. II īto, īto, itōte, eunto
- indicat. perf. ĭi, isti, ĭit, ĭĭmus, istis, ĭērunt
- coniunct. perf. iěri, iěris, iěrit, ierĭmus, ierĭtis, iěrint
- indicat. plusquamperf. iěram, iěras, iěrat, ierāmus, ierātis, iěrant
- coniunct. plusquamperf. issem, isses, isset, issēmus, issētis, issent
- indicat. fut. II iěro, iěris, iěrit, ierĭmus, ierĭtis, iěrunt

Tak jak czasownik eo, ire odmieniają się także jego composita:
- abeo, abere, abii, abitum – odchodzę
- adeo, adere, adii, aditum – przychodzę
- circumeo, circumire, circumii, circumitum – obchodzę
- exeo, exere, exii, exitum – wychodzę
- ineo, inire, inii, initum – wchodzę
- intereo, inerire, interii, interitum – ginę
- pereo, perire, perii, peritum – ginę
- praetereo, praeterire, praeterii, praeteritum – przechodzę, mijam
- redeo, redire, redii, reditum – wracam
- subeo, subire, subii, subitum – podchodzę
- transeo, transire, transii, transitum – przechodzę
- veneo, venire, venii – idę na sprzedaż

A także czasowniki queo, quire, quivi (quii) – mogę oraz nequeo, nequire, nequivi (nequii) – nie mogę.
Formy inne niż praesens i imperfectum nie są często używane.

##### Czasownikfio, fieri (factus sum)
Czasownik fio, fieri (factus sum) (staję się) tworzy następujące formy:
- Indicativus praesentis activi fio, fis, fit, fimus, fitis, fiunt
- Coniunctivus praesentis activi fiam, fias, fiat, fiamus, fiatis, fiant
- Indicativus imperfecti activi fiebam, fiebas, fiebat, fiebamus, fiebatis, fiebant
- Coniunctivus imperfecti activi fierem, fieres, fieret, fieremus, fieretis, fierent
- Indicativus futuri I activi fiam, fies, fiet, fiemus, fietis, fient
- Imperativus I fi, fite
- Infinitivus praesentis fieri

- Formy passivi tego czasownika zastępują formy passivi czasownika facio, facere.
  - Composita czasownika facio w których a przechodzi w i tworzą formy passivi regularnie według koniugacji III o temacie rozszerzonym o -i, np. czasownik conficio tworzy ind. praes. pass. conficior. Natomiast w compositach tego czasownika, które zachowują samogłoskę a, passivum tworzą odpowiednie composita czasownika fio, np. dla czasownika patefacio w passivum występują formy typu patefio.
- Jako participium perfecti tego czasownika występuje utworzona od facio forma factus, a, um. Występuje ona także w czasach złożonych.
- Jako gerundivum tego czasownika występuje utworzona od facio forma faciendus, facienda, faciendum.
- Jako participium futuri activi i infinitivus futuri activi tego czasownika występują odpowiednie formy czasownika sum, esse, tj. odpowiednio futurus, futura, futurum i fore lub futurum esse.
- Osobliwością jest to, że tematyczne i jest długie także przed samogłoskami (z wyjątkiem infinit. praes. fĭeri i form con. impf. fĭerem itd.)

##### Pozostałe nieregularności
Czasownik edo, edere (esse), edi, esum (jem) obok form regularnych koniugacji III przybiera pewne formy bez samogłoski tematycznej. Powstały one w wyniku przekształceń fonetycznych dt>st i ds>ss. Łatwo pomylić je z formami czasownika sum, esse:
- indicat. praes. act. es = edis, est = edit, estis = editis
- indicat. praes. pass. estur = editur
- coniunct. imperf. act. essem, esses, esset, essemus, essetis, essent = ederem, ederes, ederet itd.
- imperat. I es = ede, este = edite
- imperat. II esto = edito, estote = editote
- inf. praes. act. esse = edere

Czasownik koniugacji I do, dare, dedi, datum (daję) przybiera niespotykaną dla koniugacji I formę perfecti. Osobliwością jest także to, że jego composita odmieniają się nie według koniugacji I, lecz III.

#### Verba impersonalia
Verba impersonalia (czasowniki nieosobowe) to czasowniki występujące tylko w trzeciej osobie, często w zdaniach bezpodmiotowych. Posiadają one przeważnie także formy infinitiwu. Mogą określać zjawiska atmosferyczne i meteorologiczne lub wyrażać uczucia. Część czasowników traktuje się jako nieosobowe tylko w niektórych znaczeniach. Przy czasownikach wyrażających uczucia podmiot logiczny występuje w akuzatywie, a dopełnienie w genetywie, np. piget me fratris (przykro mi ze względu na brata).
| advesperascit, zapada zmierzch | advesperascere | advesperavit |
| dilucescit, świta              | dilucescere    | diluxit      |
| fulgurat, błyska się           | fulgurare      | fulguravit   |
| grandinat, pada grad           | grandinare     | grandinavit  |
| lucescit, świta                | lucescere      | luxit        |
| ningit lub ninguit, pada śnieg | ningere        | ninxit       |
| pluit, pada deszcz             | pluere         | pluvit       |
| tonat, grzmi                   | tonare         | tonuit       |

| decet, przystoi         | decere    | decuit                 |
| dedecet, nie przystoi   | dedecere  | dedecuit               |
| libet, podoba się       | libere    | libuit, libitum est    |
| licet, wolno            | licere    | licuit, licitum est    |
| miseret me, współczuję  | miserere  | miseritum est          |
| oportet, należy         | oportere  | oportuit               |
| paenitet me, żal mi     | paenitere | paenituit              |
| piget me, przykro mi    | pigere    | piguit                 |
| pudet me, wstyd mi      | pudere    | puditum est, puduit    |
| taedet me, czuję wstręt | taedere   | taeduit, pertaesum est |

| accedit, dochodzi                  | accedere   | accessit   |
| accidit, zdarza się                | accidere   | accidit    |
| constat, wiadomo                   | constare   | constitit  |
| contingit, udaje się               | contingere | contigit   |
| fallit me, mylę się                | fallere    | fefellit   |
| fit, zdarza się                    | fieri      | factum est |
| fugit me, uchodzi mojej wiadomości | fugere     | fugit      |
| iuvat me, miło mi                  | iuvare     | iuvit      |
| praestat, jest lepiej              | praestare  | praestitit |
| praeterit me, mija mnie            | praeterire | praeteriit |

#### Verba defectiva
Verba defectiva to czasowniki nie tworzące wszystkich form koniugacyjnych. Należą do nich tworzące wyłącznie formy od tematu perfecti czasowniki coepi, coepisse (zacząłem), memĭni, meminisse (pamiętam) i odi, odisse (nenawidzę) oraz czasowniki inquam (powiadam), aio (twierdzę), fari (mówić) i jego composita, quaeso (proszę), salve (witaj) i ave (witaj, bądź zdrów).
- Od czasowników coepi, coepisse, memini, meminisse i odi, odisse tworzy się:
  - indicativus perfecti
  - coniunctivus perfecti
  - indicativus plusquamperfecti
  - coniunctivus plusquamperfecti
  - indicativus futuri exacti
  - infinitivus perfecti
  - od czasownika memini prócz powyższych form tworzy się także imperativus futuri activi (memento, mementote)
  - od czasowników coepi i odi także participium perfecti passivi (coeptus, coepta, coeptum i exosus, exosa, exosum) i participium futuri activi (coepturus, coeptura, coepturum i osurus, osura, osurum), przy czym participium perfecti passivi exosus ma znaczenie czynne (znienawidziwszy).
- Od czasownika inquam tworzy się:
  - indicativus praesentis activi 1., 2. i 3. osoby singularis oraz 3. osoby pluralis: inquam, inquis, inquit, inquiunt. Formy te pochodzą od dawnego koniunktiwu.
  - indicativus futuri I activi 2. i 3. osoby singularis: inquies, inquiet
  - indicativus perfecti activi 3. osoby singularis: inquit
- od czasownika aio tworzy się:
  - indicativus praesentis activi 2. osoby singularis i 3. osoby singularis i pluralis: ais, ait, aiunt
  - indicativus imperfecti activi: aiebam, aiebas, aiebat, aiebamus, aiebastis, aiebant
  - formę ain (czy tak twierdzisz), stanowiącą skrót od aisne
- od czasownika fari i jego złożeń affari (przemawiać do kogoś) i praefari (mówić przedtem) tworzy się tylko niektóre formy: fatur, fabor, fatus, fando
- od czasownika quaeso tworzy się formy quaeso i quaesumus. Stanowią one formy oboczne czasownika quaero.
- czasownik salve występuje tylko w imperat. I w formach salve i salvete
- czasownik ave występuje tylko w imperat. I w formach ave i avete

### Czasownik łaciński a słowotwórstwo
Podobnie jak w języku polskim, charakterystyczną cechą języka łacińskiego jest rozbudowane słowotwórstwo, a zwłaszcza duża ilość czasowników złożonych (verba composita). Istnieje także wiele czasowników tworzonych za pomocą sufiksów.
Czasowniki złożone z prefiksami, które występują też jako przyimki, to:
- czasowniki z przedrostkiem a-, ab-, abs- np. averto (odwracać), abeo (odchodzić), abscedo (odchodzić), asporto (z absporto, odnosić)
- czasowniki z przedrostkiem ad-, np. addo (dodać), adduco (przyprowadzić). Wygłosowe d przedrostka często asymiluje się z nagłosową spółgłoską czasownika, np. accedo (z adcedo, przystępować), apporto (z adporto, przynosić), assigno (z adsigno, przyznawać)
- czasowniki z przedrostkiem ante-, np. antecedo (przewyższać)
- czasowniki z przedrostkiem circum-, np. circumvenio (otaczać)
- czasowniki z przedrostkiem de-, np. decedo (schodzić), depono (odkładać)
- czasowniki z przedrostkiem e-, ex-, np. eligo (wybierać), excito (pobudzać)
- czasowniki z przedrostkiem in-, np. invenio (wchodzić na coś, znajdować), impono (z inpono, nakładać)
- czasowniki z przedrostkiem inter, np. interpono (stawiać pomiędzy), intellego (z interlego, wybierać między, rozumieć)
- czasowniki z przedrostkiem ob-, np. obsideo (siedzieć dokoła, oblegać), opprimo (z obpremo, niszczyć zupełnie)
- czasowniki z przedrostkiem per-, np. perago (przepędzać). Przyrostek per prócz znaczenia przyimka per znaczy też bardzo lub całkiem, np. perficio (czynić do końca), persuadeo (bardzo namawiać)
- czasowniki z przedrostkiem prae-, np. praemitto (posyłać przodem), praedico (przepowiadać)
- czasowniki z przedrostkiem pro, np. provideo (widzieć naprzód, przewidywać), prohibeo (mieć przed, przeszkadzać)
- czasowniki z przedrostkiem sub-, np. subsum (być pod czymś), suppleo (z subpleo, dopełniać), sustineo (z substineo, podtrzymywać)
- czasowniki z przedrostkiem trans-, np. transduco i traduco (przeprowadzać), trado (z transdo, przekazywać)

Pierwotne znaczenie przedrostka często ulega zatarciu. Jest wiele czasowników złożonych, które nie różnią się znaczeniem od niezłożonych odpowiedników (np. rogo znaczy to samo, co interrogo) – niejednokrotnie takie słowa złożone wypierają niezłożone, np. appropinquo niemal całkowicie wyparło propinquo. Często z rozwojem znaczenia słowa zmieniło się ono tak bardzo, że znaczenie przyimka trudno rozpoznać.
Czasowniki złożone z przedrostkami, które nie istnieją jako samodzielne wyrazy, to np.
- czasowniki z przedrostkiem com-, con- co- (równym przyimkowi cum, znaczącym z, razem z), np. comparo (porównywać), concurro (zbiegać się w jedno miejsce), colloquor (z conloquor, rozmawiać z kimś), cognosco (poznawać)
- czasowniki z przedrostkiem dis- (znaczącym na dwie strony, z dali, nie, od-, roz-) -, np. disicio (z disciacio, rozrzucać), dimitto (rozesłać), discedo (odejść), disto (stać w oddali)
- czasowniki z przedrostkiem re(d)- (znaczącym powtórnie, z powrotem, w tyle, w tył) – np. reddo (oddawać, dać z powrotem), renovo (odnowić, uczynić z powrotem nowym), redeo (iść z powrotem), remaneo (zostawiać w tyle)

#### Tworzenie czasowników za pomocą sufiksów
Czasowniki tworzone za pomocą sufiksów to m.in.:
- Należące do koniugacji II czasowniki oznaczające stan verba denominativa, które zakończone są na -ēre, np. albēre (być białym, bladym) od albus (biały) czy canere (siwieć) od canus (siwy). Są to czasowniki nieprzechodnie (verba intransitiva), niektóre z nich posiadają jednak odpowiedniki przechodnie (verba transitiva) jak iaceo (leżę) mający odpowiednik przechodni w iacio (rzucam) czy pendeo (wiszę) mający odpowiednik przechodni w pendo (wieszam).
- Oznaczające początek czynności lub wchodzenie w jakiś stan verba incohativa (inchoativa). Czasowniki te tworzy się za pomocą sufiksu -sco (-asco, -esco, -isco). Są wśród nich tak czasowniki odczasownikowe, np. exardesco (zapłonąć) od ardeo (płonę), jak i odimienne, np. senesco (starzeję się) od senex (starzec).
- Wyrażające czynność intensywną lub powtarzającą się czasowniki utworzone od tematu supini innych czasoników za pomocą sufiksów -(i)tare, -sare verba intensiva i verba frequentiva, np. clamitare (głośno wołać) od clamare (wołać) czy cursare (biegać często, biegać tu i tam) od currere (biegać).
- Wyrażające pragnienie wykonania jakiejś czynności verba desiderativa zakończone na -turio lub -surio, np. parturio (chcieć rodzić) czy esurio (chcieć jeść).

Istnieją także czasowniki stanowiące złożenia z rzeczownikami lub przymiotnikami złożonymi. Tak np. czaswonik sacrifico nie stanowi złożenia z sacra i facio, ale utworzony jest od czasownika sacrifex; czasownik navigo nie jest złożeniem navem i ago, ale pochodzi od (nieobecnego już w łacinie klasycznej) przymiotnika navigus.

#### Słowa tworzone od czasowników
Od czasowników tworzy się rzeczowniki odczasownikowe, tj. nazwy osób działających (nomina agentis), nazwy czynności i stanów (nomina actionis) i nazwy narzędzi i przyrządów (nomina instrumenti) oraz przymiotniki odczasownikowe (adiectiva deverbativa).
- Nazwy osób działających (a więc także nazwy zawodów i stałych zajęć) tworzy się za pomocą sufiksu -tor, -sor, np. imperator (wódz) od imperare, accusator (oskarżyciel) od accusare, scriptor (pisarz) od scribere, possessor (posiadacz) od possidere. Pod wpływem analogii powstawały jednak również nomina agentis tworzone od rzeczowników, np. senator (senator) od senatus czy viator (podróżnik) od via. Rzeczowniki te należą do koniugacji III. Odpowiednikiem sufiksu -tor dla rodzaju żeńskiego jest sufiks -trix, np. victrix dla victor, istnieją jednak także rzeczowniki tworzone za pomocą tego sufiksu nie posiadające odpowiedników rodzaju męskiego, np. nutrix (mamka) od nutrio.
- Nazwy czynności i stanów tworzy się za pomocą sufiksów:
  - -tio, -sio (gen. -tionis), -sio (gen. -sionis), np. commutatio (zmiana) od commutare, dissensio (niezgoda) od dissentire. Rzeczowniki te są rodzaju żeńskiego i należą do koniugacji III. Czasem oznaczają nie samą czynność, ale jej wynik, jak inscriptio (napis) czy possessio (posiadłość).
  - -tus, -sus, -tura i -sura, np. adventus (przybycie) od advenire, motus (ruch) od movere, mercatura (handel) od mercari, plausus (oklask) od plaudere, usus (użycie) od uti, usura (używanie) od uti. W typie tym nastąpiło wiele przesunięć znaczeniowych, np. vestitus nie znaczy odziewanie, ale odzież.
  - -men, -mentum, np. ceratmen (walka) od certare, lavamentum (ulżenie) od levare. Znaczenie wielu tych rzeczowników przesunęło się w stronę wyniku czynności, np. flumen (rzeka) od fluere, fulmen (piorun) od fulgere.
  - -ia, -ium, np. gaudium (radość) od gaudere.
  - -or, np. timor (lęk) od timere.
  - -ela, np. loquela (mowa) od loquor.
- Nomina instrumenti tworzone od czasowników kończą się w nominatiwie na:
  - -ulum, -bulum, -culum, -crum, np. vinculum (więzy) od vincire, pabulum (pasza) od pascere, gubernaculum (ster) od gubernare, sepulcrum (grób) od sepulire, rostrum (dziób) od rodere.
  - -men, -mentum, np. velamen (zasłona) od velare, monumentum (pomnik) od monuere.

Analogicznie jak nazwy narzędzi czynności tworzy się czasem nazwy miejsc czynności, np. cubiculum (sypialnia) od cubare.
Adiectiva deverbativa to:
- participia, które stały się przymiotnikami (mające końcówki -tus, -undus, -cundus, -bundus) np. altus (wysoki) od alo, secundus (następny) od sequor, facundus (wymowny) od fari, mirabundus (pełen podziwu) od miror
- przymiotniki zbliżone znaczeniem do czasowników, np. timidus (bojaźliwy) od timeo
- wyrażające silną, często niepożądaną skłonność przymiotniki tworzone za pomocą sufiksów -ax i -ulus, np. audax (śmiały) od audeo, garrulus (gadatliwy) od garrio
- wyrażające zdolność (przeważnie w znaczeniu biernym) przymiotniki tworzone za pomocą sufiksów -ilis, -bilis, np. facilis (łatwy) od facio, amabilis (godny kochania) od amo.

## Składnia czasownika łacińskiego
W języku łacińskim istnieją dwa stopnie czasu:
1. Stopień bezwzględny, wyrażający stosunek do chwili, która dla mówiącego jest chwilą obecną (czas teraźniejszy, przyszły i przeszły).
2. Stopień względny, wyrażający stosunek do czynności zdania nadrzędnego (równoczesność, uprzedniość, późniejszość).

W języku łacińskim są dwa aspekty czasownika:
1. Aspekt dokonany.
2. Aspekt niedokonany.

W języku łacińskim poszczególne formy czasownika wyrażają:
1. Modus indicativus i stopień czasu, i aspekt czasownika.
2. Modus coniunctivus tylko stopień czasu.
3. Modus imperativus odnosi się tylko do teraźniejszości lub przyszłości; nie może odnosić się do przeszłości.
4. Gerundium i supinum nie wyrażają ani stopnia czasu, ani aspektu czasownika.
5. Participia i infinitywy wyrażają stopień czasu względny.

### Indicativus i jego czasy
Użycie indikatywu jest podobne jak użycie trybu oznajmującego w języku polskim. Jedyna znacząca różnica polega na tym, że niektóre wyrażenia oddawane w języku łacińskim za pomocą indikatywu w języku polskim oddajemy za pomocą trybu przypuszczającego. Dotyczy to głównie czasowników wyrażających obowiązek moralny, konieczność, możliwość i prawdopodobieństwo, np. possum (mógłbym), aequum est (byłoby słuszną rzeczą), iustum est (byłoby słuszną rzeczą), debeo (powinien bym), melius est (lepiej by było), longum est (byłoby za długo), numquam putavi (nigdy bym nie pomyślał). Takie użycie trybu oznajmującego zdarza się wprawdzie także w języku polskim (np. „nie możemy wyliczyć wielu przykładów”), występuje jednak rzadziej i wyraża stwierdzenia mniej stanowcze.

#### Praesens indicativi
Użycie czasu teraźniejszego nie różni się od występującego w języku polskim. Praesens jako czas główny wyraża więc:
- Czynności i stany współczesne z chwilą mówienia.
- Wydarzenia zachodzące bez określonego czasu, tak w teraźniejszości, jak i w przyszłości i przeszłości. To użycie praes. jest szczególnie częste w sentencjach, prawach naukowych, przysłowiach i opisach.
- Praesens historicum ma znaczenie zbliżone do perfectum. Czas teraźniejszy zastępuje tu czas przeszły w żywym i swobodnym opowiadaniu.

Jako czas względny praesens indicativi wyraża czynność równoczesną z inną czynnością teraźniejszą.

#### Imperfectum indicativi
Imperfectum indicativi jako czas główny oznacza czynność przeszłą niedokonaną lub powtarzającą się, podobnie jak polski czas przeszły niedokonany. Występuje często przy opisie zwyczajów, obyczajów, urządzeń.
- W żywej narracji zamiast imperfectum używa się często infinitywu praesentis, zwanego wtedy infinitivus historicus lub infinitivus descriptivus.
- Wyrażając przebieg czynności imperfectum może wyrażać czynność zamierzoną, ale nie doszłą do skutku (imperfectum de conatu). W języku polskim odpowiadają mu wyrażenia takie jak chciałem, zamierzałem lub czasowniki w czasie przeszłym niedokonanym.

Jako czas względny imperfectum indicativi wyraża czynność równoczesną z inną czynnością przeszłą.
- W opowiadaniu o zdarzeniach historycznych, gdy perfectum i imperfectum występują obok siebie, perfectum wyraża zdarzenia główne, imperfectum okoliczności uboczne.

#### Perfectum indicativi
Łacińskie perfectum indicativi ma w zdaniach głównych dwa znaczenia:
1. Perfectum historicum przedstawia wydarzenia przeszłe minione (niepowtarzalne, dokonane). Może mu odpowiadać zarówno polski czas przeszły niedokonany, jak i dokonany. W języku polskim wybór czasu niedokonanego lub dokonanego dla przedstawienia wydarzeń przeszłych minionych zależy od tego, czy chce się położyć nacisk na sam przebieg czynności, czy też na jej skutek – w języku łacińskim nie ma tego rozróżnienia, gdyż niemal zawsze w przedstawianiu wydarzeń przeszłych minionych kładzie się nacisk na skutek czynności. Dlatego też łacińskie perfectum występuje często tam, gdzie w języku polskim pojawia się czas przeszły niedokonany.
2. Perfectum praesens (perfectum logicum) wyraża stan obecny będący wynikiem czynności przeszłych, np. novi (poznałem), consedi (siedzę), ego feci (ja zrobiłem).

Jako czas względny perfectum wyraża czynność uprzednią do czynności wyrażonej w praesens.
- W opowiadaniu o zdarzeniach historycznych, gdy perfectum i imperfectum występują obok siebie, perfectum wyraża zdarzenia główne, imperfectum okoliczności uboczne.

#### Plusquamperfectum indicativi
Plusquamperfectum indicativi bardzo rzadko występuje w zdaniach głównych. Często jest wtedy poprzedzone przysłówkiem iam (już). Nie różni się znaczeniem od perfectum.
Plusquamperfectum indicativi w zdaniach względnych jest czasem zaprzeszłym – wyraża czynność przeszłą uprzednią w stosunku do innej czynności przeszłej.

#### Futurum primum indicativi
Futurum primum indicativi wyraża tak dokonaną, jak i niedokonaną czynność przyszłą, tj. późniejszą niż chwila mówienia o niej.

#### Futurum exactum indicativi
Futurum exactum rzadko występuje w zdaniach głównych. Nie różni się wtedy znaczeniem od futurum primum poza tym, że podkreśla, że czynność przyszła odbędzie się niezawodnie lub wkrótce. Dlatego też bywa często poprzedzane przysłówkami mox, paulo, post itp.
Futurum exactum indicativi w zdaniach względnych wyraża czynność przyszłą uprzednią w stosunku do innej czynności przyszłej. W zdaniu nadrzędnym prócz futurum primum mogą wystąpić wtedy imperativus, coniunctivus hortativus, formy czasownika volo i formy czasownika possum.

### Coniunctivus i jego czasy
Coniunctivus pełni funkcje:
1. Semantyczne, wyrażając:
  1. Przypuszczenie lub możliwość (coniunctivus dubitativus, coniunctivus irrealis, coniunctivus optativus). Przeczeniem jest non.
  2. Życzenie (coniunctivus hortativus, coniunctivus iussivus, coniunctivus prohibitivus). Przeczeniem jest ne.
2. Syntaktyczne, tj. służy do zaznaczania zależności zdania podrzędnego.

#### Coniunctivus w zdaniach głównych
1. Coniunctivus potentialis wyraża czynność możliwą lub pomyślaną
  - Występuje dla teraźniejszości w praesens i perfectum.
  - W wyrażeniach ogólnych występuje w imperfectum 2. osoby sing. dla przeszłości.
  - Przeczeniem jest non.
2. Coniunctivus dubitativus (deliberativus) występuje w pytaniach i wyraża powątpiewanie, niepewność, zastanawianie się.
  - Występuje w praesens dla teraźniejszości i w imperfectum dla przeszłości.
  - Przeczeniem jest non.
3. Coniunctivus irrealis wyraża czynność niezgodną z rzeczywistością.
  - Występuje w imperfectum dla teraźniejszości i w plusquamperfectum dla przeszłości.
  - Przeczeniem jest non.
4. Coniunctivus optativus wyraża życzenie.
  - W życzeniach realnych występuje w praesens dla teraźniejszości i przyszłości, a w perfectum dla przeszłości.
  - W życzeniach nierealnych występuje w imperfectum dla teraźniejszości i przyszłości, a w plusquamperfectum dla przeszłości.
  - Przeczeniem jest ne.
5. Coniunctivus hortativus wyraża zachętę.
  - Występuje w 1. osobie plur.
  - Przeczeniem jest ne.
6. Coniunctivus iussivus wyraża rozkaz lub polecenie.
  - Występuje w 3. osobie sing. i plur. praesentis, rzadziej także w 2. osobie sin. i plur. praesentis.
  - Nie posiada przeczenia.
7. Coniunctivus prohibitivus wyraża zakaz.
  - Dla 2. osoby singularis występuje w perfectum, dla 2 osoby pluralis w praesentis.
  - Dla 3. osoby singularis i pluralis występuje w praesens.
  - Zawsze występuje z przeczeniem ne.
8. Coniunctivus concessivus wyraża przyzwolenie.
  - Występuje w praesens dla teraźniejszości i w perfectum dla przeszłości.
  - Przeczeniem jest non.

#### Coniunctivus w zdaniach podrzędnych
Coniunctivus w zdaniach złożonych służy do zaznaczenia zależności zdania podrzędnego. To, w jakim czasie jest zdanie podrzędne w koniunktywie, zależy od:
1. Czasu orzeczenia zdania nadrzędnego.
2. Relacji czasowej między czynnością wyrażaną przez zdanie nadrzędne a czynnością wyrażaną przez danie podrzędne.

W zdaniach złożonych, w którym zdanie nadrzędne jest w czasie głównym (praes., fut. I lub fut. II), zdanie podrzędne wyraża się w:
1. Coniunct. praes. dla czynności równoczesnej
2. Coniunct. perf. dla czynności uprzedniej
3. Coniunct. praes., lub konstrukcję opisową złożoną z czasownika z końcówką -urus i con. praes. act. (np. acturus sim) dla czynności późniejszej

W zdaniach złożonych, w którym zdanie nadrzędne jest w czasie historycznym (imperf., perf. lub plusquamperf.), zdanie podrzędne wyraża się w:
1. Coniunct. imperf. dla czynności równoczesnej
2. Coniunct. plusquamperf. dla czynności uprzedniej
3. Coniunct. imperf., lub konstrukcję opisową złożoną z czasownika z końcówką -urus i con. imperf. act. (np. acturus essem) dla czynności późniejszej

### Imperativus i jego czasy
Zakres użycia imperatywu jest w języku łacińskim węższy, niż w języku polskim, gdyż często zastępuje go coniunctivus (hortativus, iussivus i prohiobitivus), zwłaszcza w 1. osobie liczby mnogiej i 3. osobie obu liczb.
- Imperativus I (praesentis) ma w języku łacińskim formy dla 2. osoby liczby pojedynczej i mnogiej, wyraża rozkaz, życzenie lub prośbę (np. si vis amari, ama – kochaj, jeśli chcesz być kochanym). Bardzo rzadko wyraża zakaz (Ne saevi, magna sacerdos). Przeczeniem jest ne i neve.
- Imperativus II (futuri) ma formy dla osoby 2. i trzeciej liczby pojedynczej i mnogiej, wyraża polecenie, które należy wykonać w przyszłości, by zaznaczyć, że polecenie ma być wykonane później. Czasem polecenie uzależnione od spełnienia jakiegoś warunku (np. si me diligis, ad me letteras mittito – jeśli mnie poważasz, wyślij do mnie list). Passivum używane jest bardzo rzadko. W literackiej prozie klasycznej Imperativus II niemal zanikł, stosuje się go natomiast często w tekstach prawniczych – umowach, ustawach i testamentach.
  - Pewne czasowniki (scio, memini) mają jednak wyłącznie formy imperatiwu futuri (scito, scitote, memento, mementote). Czasownik sum, esse ma formy imperatiwu praesentis i futuri, jednak imperativus futuri używany jest częściej.

#### Wyrażanie zakazu
Imperativus bardzo rzadko wyraża zakaz, gdyż łacina klasyczna wytworzyła inne sposoby wyrażania zakazu:
- W 2. osobie przez:
  - Przeczenie ne z coniunct. perf.
  - Rzadziej ne z coniunct. praes. (raczej w łacinie średniowiecznej, np. Ne me perdas illa die, tekst Requiem, sekwencja Recordare)
  - Rzadko ne z 2 os. pl. imperat. praes. (np.: Equo ne credite, Teucri, Verg. Aen.)
  - Formy noli, nolite z infinitywem.
  - Formę cave z coniunct. praes.
  - Formę fac ne z coniunct. praes.
- W 3. osobie przez przeczenie ne z coniunct. perf.

### Strony gramatyczne czasownika łacińskiego
Czasownik w stronie czynnej wyraża czyjąś czynność lub czyjś stan.
Czasownik w stronie biernej wyraża przeważnie czyjś stan spowodowany przez czynność cudzą. Strona bierna występuje w języku łacińskim o wiele częściej niż w polskim.
Stronę bierną tworzą zasadniczo czasowniki przechodnie, czyli takie, które łączą się z dopłenieniem bliższym w akuzatywie. Przy zamianie konstrukcji czynnej na bierną:
- Dopełnienie bliższe w akuzatywie staje się podmiotem w nominatywie.
- Podmiot staje się dopełnieniem w ablatywie – jest to ablativus rei efficientis (rzeczy działającej, bez przyimka) lub ablativus auctoris (osoby działającej, z przyimkeim a, ab).

W języku łacińskim passivum tworzą także czasowniki nieprzechodnie, ale tylko dla 3. osoby singularis i w zdaniach bezpodmiotowych. Zjawisko to nie występuje w języku polskim, łacińskie passivum czasowników nieprzechodnich tłumaczy się więc przez stronę czynną z zaimkiem zwrotnym (np. „żyje się”) lub przez formy typu „pisano”, „pito”.
Czasowniki coepi (zacząłem) i desii (przestałem) z infinit. pass. występują przeważnie w passivum.
Verba deponentia mimo form biernych mają znaczenie czynne. Znaczenie bierne można więc im nadać jedynie zastępując je czasownikami o zbliżonym znaczeniu lub używając form opisowych. Niektóre czasowniki występują w activum, a ich passivum zastępują inne czasowniki: np. passivum facio zastępuje fio, passivum vendo – veneo, passivum perdo – pereo.

### Użycie form imiennych czasownika

#### Infinitivus

##### Infinitivus jako część mowy
Infinitivus używany jest jako nieodmienny rzeczownik w nominatiwie i akuzatywie – zjawisko to występuje zwłaszcza w łacinie średniowiecznej. Dla pozostałych przypadków zastępuje go w tej funkcji gerundium. Gerundium i infinityw inaczej niż rzeczowniki określane są jednak nie przez przymiotniki, ale przez przysłówki. Łączą się też z innymi przypadkami niż rzeczownik, a z tymi samymi, co formy osobowe czasownika (por. amor patriae, ale: amamus patriam, amare patriam). Obie te cechy upodabniają je do form verbum finitum.
Charakter rzeczownikowy łacińskiego inf. praes. jest bardziej wyraźny niż w języku polskim. W języku polskim, niemieckim i francuskim odpowiadają mu często rzeczowniki, nie bezokoliczniki (np. niem. das Wissen, fr. le savoir, polskie myślenie, bycie).

##### Infinitivus jako część zdania
Infinitivus praesentis może pełnić funkcję podmiotu zdania lub dopełnienia.
- Podmiotem jest po wielu wyrażeniach nieosobowych typu oportet (należy), placet (podoba się), aequm est (jest słuszne) lub po słowach est i fit połączonych z rzeczownikiem lub przymiotnikiem (Errare humanum est).
- Dopełnieniem jest przeważnie przy wyrażeniach oznaczających chęć, możność i zamiar, typu volo (chcę), nolo (nie chcę), malo (wolę) incipio (zaczynam), constituo (postanawiam), incipio (zaczynam). Inaczej niż w języku polskim, w którym orzecznik przy bezokoliczniku występuje przeważnie w narzędniku, w łacinie występuje ono zawsze w mianowniku (np. Beatus esse sine virtute nemo potest).

Podobnie jak w języku polskim, łaciński infinitivus praes. może wyrażać cel czynności (np. Dederat comam diffundere ventis – dała włosy wiatrom, aby je rozwiały, por. pol. poszedłem kupić cukier).
Jako podmiot lub dopełnienie występuje przy tym głównie infinitivus praesentis; także infinitivus perfecti występuje czasem jako podmiot lub dopełnienie w znaczeniu czynności dokonanej – jest to jednak bardzo rzadkie. Pozostałe infinitywy używane są wyłącznie w składniach accusativus cum infinitivo i nominativus cum infinitivo. Składnie te są bardzo częste w języku łacińskim – w języku polskim odpowiadają im zdania dopełnieniowe. Obie mogą pełnić funkcje podmiotu lub dopełnienia.

##### Czasy infinitywu
Czasy infinitywu wyrażają relację czasową między wyrażaną przez infinityw czynnością a czynnością wyrażaną przez orzeczenie.

#### Supinum
Supinum (celownik odczasownikowy) jest rzeczownikiem czasownikowym należącym do czwartej deklinacji, występującym w dwóch przypadkach – w akuzatywie, w którym przybiera końcówkę deklinacyjną -um, i w ablatywie, w którym przybiera końcówkę deklinacyjną -u.
- Accusativus supini występuje po czasownikach oznaczających ruch (accusativus directionis) takich jak ire, venire, mittere, ducere i oznacza cel lub kierunek, np. quid est, imusne sessum? etsi admonitum venimus te, non flagitatum (De Or. 3.17), nuptum dare (collocare), venerunt questum iniūriās (Liv. 3.25). Jest konstrukcją używaną rzadko, jako że może zostać zastąpione przez zdanie celowe, względne, gerundium lub gerundivum, np. wyrażenie rogatum auxilium (z prośbą o pomoc, aby pomogli) mogą zastąpić konstrukcje ut auxilium rogarent, ad auxilium rogandum czy auxilii rogandi causa.
- Ablativus supini występuje jako ablativus limitationis po przymiotnikach, często wyrażających możność czy ocenę – facilis, incredibilis czy optimus, np. facile dictu, optimum factu. Także po rzeczownikach fas i nefas.

#### Adiectiva verbalia
Język łaciński ma cztery participia:
- praesentis activi – laudans – chwalący
- futuri activi – laudaturus – mający chwalić
- futuri passivi (gerundivum) – laudandus – mający być chwalonym
- perfecti passivi – laudatus – pochwalony

Participia wyrażają stopień czasu względny:
- participium praesentis activi wyraża równoczesność.
- participia futuri wyrażają późniejszość.
- participium perfecti passivi wyraża wcześniejszość.

Wszystkie participia są odmienne. Wszystkie mogą być użyte w zdaniu:
- jako przydawka – participium attributivum.
- jako orzecznik – participium praedicativum.
- jako okolicznik (czasu, warunku, przyczyny, przyzwolenia) – participium coniunctum.

Specyficznymi składniami z użyciem participiów są ablativus absolutus i coniugatio periphrastica activa et passiva. Ablatibus absolutus to połączenie rzeczownika lub zaimka w ablatywie z formami part. praes. act. lub part. perf. pass. wyrażające okolicznik czasu, przyzwolenia, warunku lub przyczyny. Coniugatio periphrastica activa powstaje przez połączenie part. fut. act. z formami czasownika posiłkowego sum i stanowi konstrukcję opisową czynną – np. scripturus sum, mam zamiar pisać. Coniugatio periphrastica passiva powstaje przez połączenie part. perf. pass. z formami czasownika posiłkowego sum i stanowi konstrukcję opisową bierną – np. discendum est, trzeba się uczyć.

#### Gerundium
Gerundium występuje jedynie w przypadkach zależnych, w których zastępuje infinitivus. Infinitivus zastępuje zaś gerundium w nominatywie.
Specyficzny jest tu akuzatyw – może w nim wystąpić tak infinitivus, jak i gerundium. Gerundium może wystąpić w akuzatywie jedynie z przyimkiem (ad bene vivendum), w akuzatywie bez przyimka występuje natomiast infinitivus praesentis activi od deponencjów.
Niekiedy gerundium występuje zamiennie z gerundivum:
- Participuium futuri passivi z dopełnieniem bliższym zastępuje gerundium – w szczególności w datywie, w akzuatywie z przyimkiem i w ablatywie z przyimkiem.
- W genetywie i w ablatywie bez przyimka używa się tak gerundium, jak i gerundivum.
- Jeśli dopełnieniem jest neutrum przymiotnika lub zaimka, użyć można wyłącznie gerundium.

## Zestawienie końcówek i form fleksyjnych

### Zestawienie końcówek osobowych w koniugacji łacińskiej
| Indicativus i coniunctivus | Indicativus i coniunctivus | Indicativus perfecti | Imperativus praesentis | Imperativus praesentis | Imperativus futuri I | Imperativus futuri I |       |
| activi                     | passivi                    |                      | activi                 | passivi                | activi               | passivi              |       |
| -------------------------- | -------------------------- | -------------------- | ---------------------- | ---------------------- | -------------------- | -------------------- | ----- |
| Persona prima              | -o, -m                     | -r, -or              | -i                     |                        |                      |                      |       |
| Persona secunda            | -s                         | -ris                 | -(i)sti                | temat                  | -re                  | -to                  | -tor  |
| Persona tertia             | -t                         | -tur                 | -it                    | –                      | –                    | -to                  | -tor  |
| Persona prima              | -mus                       | -mur                 | -ĭmus                  | –                      | –                    | -                    | –     |
| Persona secunda            | -tis                       | -mĭni                | -(i)stis               | -te                    | -mini                | -tote                | –     |
| Persona tertia             | -nt                        | -ntur                | -ērunt, -ēre           | -                      | –                    | -nto                 | -ntor |

### Indicativus
|                 | Indicativus praesentis activi | Indicativus praesentis activi | Indicativus praesentis activi | Indicativus praesentis activi | Indicativus praesentis activi | Indicativus praesentis activi | Indicativus praesentis activi | Indicativus praesentis activi |
| portāre         | portāre                       | terrēre                       | terrēre                       | petĕre                        | petĕre                        | audīre                        | audīre                        |                               |
| Singularis      | Pluralis                      | Singularis                    | Pluralis                      | Singularis                    | Pluralis                      | Singularis                    | Pluralis                      |                               |
| --------------- | ----------------------------- | ----------------------------- | ----------------------------- | ----------------------------- | ----------------------------- | ----------------------------- | ----------------------------- | ----------------------------- |
| Persona prima   | porto                         | portāmus                      | terreo                        | terrēmus                      | peto                          | petĭmus                       | audio                         | audīmus                       |
| Persona secunda | portas                        | portātis                      | terres                        | terrētis                      | petis                         | petĭtis                       | audis                         | audītis                       |
| Persona tertia  | portat                        | portant                       | terret                        | terrent                       | petit                         | petunt                        | audit                         | audiunt                       |

|                 | Indicativus praesentis passivi | Indicativus praesentis passivi | Indicativus praesentis passivi | Indicativus praesentis passivi | Indicativus praesentis passivi | Indicativus praesentis passivi | Indicativus praesentis passivi | Indicativus praesentis passivi |
| portāre         | portāre                        | terrēre                        | terrēre                        | petĕre                         | petĕre                         | audīre                         | audīre                         |                                |
| Singularis      | Pluralis                       | Singularis                     | Pluralis                       | Singularis                     | Pluralis                       | Singularis                     | Pluralis                       |                                |
| --------------- | ------------------------------ | ------------------------------ | ------------------------------ | ------------------------------ | ------------------------------ | ------------------------------ | ------------------------------ | ------------------------------ |
| Persona prima   | portor                         | portāmur                       | terreor                        | terrēmur                       | petor                          | petĭmur                        | audior                         | audīmur                        |
| Persona secunda | portāris                       | portamĭni                      | terrēris                       | terremĭni                      | peteris                        | petimĭni                       | audīris                        | audimĭni                       |
| Persona tertia  | portātur                       | portantur                      | terrētur                       | terrentur                      | petitur                        | petuntur                       | audītur                        | audiuntur                      |

|                 | Indicativus imperfecti activi | Indicativus imperfecti activi | Indicativus imperfecti activi | Indicativus imperfecti activi | Indicativus imperfecti activi | Indicativus imperfecti activi | Indicativus imperfecti activi | Indicativus imperfecti activi |
| portāre         | portāre                       | terrēre                       | terrēre                       | petĕre                        | petĕre                        | audīre                        | audīre                        |                               |
| Singular        | Pluralis                      | Singularis                    | Pluralis                      | Singularis                    | Pluralis                      | Singularis                    | Pluralis                      |                               |
| --------------- | ----------------------------- | ----------------------------- | ----------------------------- | ----------------------------- | ----------------------------- | ----------------------------- | ----------------------------- | ----------------------------- |
| Persona prima   | portābam                      | portabāmus                    | terrēbam                      | terrebāmus                    | petēbam                       | petebāmus                     | audiēbam                      | audiēbāmus                    |
| Persona secunda | portābas                      | portabātis                    | terrēbas                      | terrebātis                    | petēbas                       | petebātis                     | audiēbas                      | audiēbātis                    |
| Persona tertia  | portābat                      | portābant                     | terrēbat                      | terrēbant                     | petēbat                       | petēbant                      | audiēbat                      | audiēbant                     |

|                 | Indicativus imperfecti passivi | Indicativus imperfecti passivi | Indicativus imperfecti passivi | Indicativus imperfecti passivi | Indicativus imperfecti passivi | Indicativus imperfecti passivi | Indicativus imperfecti passivi | Indicativus imperfecti passivi |
| portāre         | portāre                        | terrēre                        | terrēre                        | petĕre                         | petĕre                         | audīre                         | audīre                         |                                |
| Singularis      | Pluralis                       | Singularis                     | Pluralis                       | Singularis                     | Pluralis                       | Singularis                     | Pluralis                       |                                |
| --------------- | ------------------------------ | ------------------------------ | ------------------------------ | ------------------------------ | ------------------------------ | ------------------------------ | ------------------------------ | ------------------------------ |
| Persona prima   | portābar                       | portabāmur                     | terrēbar                       | terrebāmur                     | petēbar                        | petebāmur                      | audiēbar                       | audiebāmur                     |
| Persona secunda | portabāris                     | portabamĭni                    | terrebāris                     | terrebamĭni                    | petebāris                      | petebamĭni                     | audiebāris                     | audiebamĭni                    |
| Persona tertia  | portabātur                     | portabantur                    | terrabātur                     | terrebantur                    | petebātur                      | petebantur                     | audiebātur                     | audiebantur                    |

|                 | Indicativus futuri I activi | Indicativus futuri I activi | Indicativus futuri I activi | Indicativus futuri I activi | Indicativus futuri I activi | Indicativus futuri I activi | Indicativus futuri I activi | Indicativus futuri I activi |
| portāre         | portāre                     | terrēre                     | terrēre                     | petĕre                      | petĕre                      | audīre                      | audīre                      |                             |
| Singularis      | Pluralis                    | Singularis                  | Pluralis                    | Singularis                  | Pluralis                    | Singularis                  | Pluralis                    |                             |
| --------------- | --------------------------- | --------------------------- | --------------------------- | --------------------------- | --------------------------- | --------------------------- | --------------------------- | --------------------------- |
| Persona prima   | portābo                     | portabĭmus                  | terrēbo                     | terebĭmus                   | petam                       | petēmus                     | audiam                      | audiēmus                    |
| Persona secunda | portābis                    | portabĭtis                  | terrēbis                    | terrebĭtis                  | petes                       | petētis                     | audies                      | audiētis                    |
| Persona tertia  | portābit                    | portābunt                   | terrēbit                    | terrēbunt                   | petet                       | petent                      | audiet                      | audient                     |

|                 | Indicativus futuri I passivi | Indicativus futuri I passivi | Indicativus futuri I passivi | Indicativus futuri I passivi | Indicativus futuri I passivi | Indicativus futuri I passivi | Indicativus futuri I passivi | Indicativus futuri I passivi |
| portāre         | portāre                      | terrēre                      | terrēre                      | petĕre                       | petĕre                       | audīre                       | audīre                       |                              |
| Singularis      | Pluralis                     | Singularis                   | Pluralis                     | Singularis                   | Pluralis                     | Singularis                   | Pluralis                     |                              |
| --------------- | ---------------------------- | ---------------------------- | ---------------------------- | ---------------------------- | ---------------------------- | ---------------------------- | ---------------------------- | ---------------------------- |
| Persona prima   | portābor                     | portabĭmur                   | terrēbor                     | terrebĭmur                   | petar                        | petēmur                      | audiar                       | audiēmur                     |
| Persona secunda | portaběris                   | portabimĭnī                  | terreběris                   | terrebĭminī                  | petēris                      | petemĭni                     | audiēris                     | audiemĭni                    |
| Persona tertia  | portabĭtur                   | portabuntur                  | terrebĭtur                   | terrebuntur                  | petētur                      | petentur                     | audiētur                     | audientur                    |

|                 | Indicativus perfecti activi | Indicativus perfecti activi | Indicativus perfecti activi | Indicativus perfecti activi | Indicativus perfecti activi | Indicativus perfecti activi | Indicativus perfecti activi | Indicativus perfecti activi |
| portāre         | portāre                     | terrēre                     | terrēre                     | petĕre                      | petĕre                      | audīre                      | audīre                      |                             |
| Singularis      | Pluralis                    | Singularis                  | Pluralis                    | Singularis                  | Pluralis                    | Singularis                  | Pluralis                    |                             |
| --------------- | --------------------------- | --------------------------- | --------------------------- | --------------------------- | --------------------------- | --------------------------- | --------------------------- | --------------------------- |
| Persona prima   | portāvi                     | portavĭmus                  | terrui                      | terruĭmus                   | petīvi                      | petivĭmus                   | audīvi                      | audivĭmus                   |
| Persona secunda | portavisti                  | portavistis                 | terruisti                   | terruistis                  | petivisti                   | petivistis                  | audivisti                   | audivistis                  |
| Persona tertia  | portāvit                    | portavērunt (portavēre)     | terruit                     | terruērunt (terruēre)       | petīvit                     | petivērunt (petivēre)       | audivit                     | audivērunt (audivēre)       |

|                 | Indicativus perfecti passivi | Indicativus perfecti passivi | Indicativus perfecti passivi | Indicativus perfecti passivi | Indicativus perfecti passivi | Indicativus perfecti passivi | Indicativus perfecti passivi | Indicativus perfecti passivi |
| portāre         | portāre                      | terrēre                      | terrēre                      | petĕre                       | petĕre                       | audīre                       | audīre                       |                              |
| Singularis      | Pluralis                     | Singularis                   | Pluralis                     | Singularis                   | Pluralis                     | Singularis                   | Pluralis                     |                              |
| --------------- | ---------------------------- | ---------------------------- | ---------------------------- | ---------------------------- | ---------------------------- | ---------------------------- | ---------------------------- | ---------------------------- |
| Persona prima   | portātus sum                 | portāti sumus                | terrĭtus sum                 | terrĭti sumus                | petītus sum                  | petīti sumus                 | audītus sum                  | audīti sumus                 |
| Persona secudna | portātus es                  | portāti estis                | terrĭtus es                  | terrĭti estis                | petītus es                   | petīti estis                 | audītus es                   | audīti estis                 |
| Persona tertia  | portātus est                 | portāti sunt                 | terrĭtus est                 | terrĭti sunt                 | petītus est                  | petīti sunt                  | audītus est                  | audīti sunt                  |

|                 | Indicativus plusquamperfecti activi | Indicativus plusquamperfecti activi | Indicativus plusquamperfecti activi | Indicativus plusquamperfecti activi | Indicativus plusquamperfecti activi | Indicativus plusquamperfecti activi | Indicativus plusquamperfecti activi | Indicativus plusquamperfecti activi |
| portāre         | portāre                             | terrēre                             | terrēre                             | petĕre                              | petĕre                              | audīre                              | audīre                              |                                     |
| Singularis      | Pluralis                            | Singularis                          | Pluralis                            | Singularis                          | Pluralis                            | Singularis                          | Pluralis                            |                                     |
| --------------- | ----------------------------------- | ----------------------------------- | ----------------------------------- | ----------------------------------- | ----------------------------------- | ----------------------------------- | ----------------------------------- | ----------------------------------- |
| Persona prima   | portavěram                          | portaverāmus                        | terruěram                           | terruerāmus                         | petivěram                           | petiverāmus                         | audivěram                           | audiverāmus                         |
| Persona secunda | portavěras                          | portaverātis                        | terruěras                           | terurerātis                         | petivěras                           | petiverātis                         | audivěras                           | audiverātis                         |
| Persona tertia  | portavěrat                          | portavěrant                         | terruěrat                           | terruěrant                          | petivěrat                           | petivěrant                          | audivěrat                           | audivěrant                          |

|                 | Indicativus plusquamperfecti passivi | Indicativus plusquamperfecti passivi | Indicativus plusquamperfecti passivi | Indicativus plusquamperfecti passivi | Indicativus plusquamperfecti passivi | Indicativus plusquamperfecti passivi | Indicativus plusquamperfecti passivi | Indicativus plusquamperfecti passivi |
| portāre         | portāre                              | terrēre                              | terrēre                              | petĕre                               | petĕre                               | audīre                               | audīre                               |                                      |
| Singularis      | Pluralis                             | Singularis                           | Pluralis                             | Singularis                           | Pluralis                             | Singularis                           | Pluralis                             |                                      |
| --------------- | ------------------------------------ | ------------------------------------ | ------------------------------------ | ------------------------------------ | ------------------------------------ | ------------------------------------ | ------------------------------------ | ------------------------------------ |
| Persona prima   | portātus eram                        | portāti erāmus                       | terrĭtus eram                        | terrĭti erāmus                       | petītus eram                         | petīti erāmus                        | audītus eram                         | audīti erāmus                        |
| Persona secunda | portātus eras                        | portātī erātis                       | terrĭtus eras                        | terrĭti erātis                       | petītus eras                         | petīti erātis                        | audītus eras                         | audītī erātis                        |
| Persona tertia  | portātus erat                        | portātī erant                        | terrĭtus erat                        | terrĭti erant                        | petītus erat                         | petīti erant                         | audītus erat                         | audīti erant                         |

|                 | Indicativus futuri II activi | Indicativus futuri II activi | Indicativus futuri II activi | Indicativus futuri II activi | Indicativus futuri II activi | Indicativus futuri II activi | Indicativus futuri II activi | Indicativus futuri II activi |
| portāre         | portāre                      | terrēre                      | terrēre                      | petĕre                       | petĕre                       | audīre                       | audīre                       |                              |
| Singularis      | Pluralis                     | Singularis                   | Pluralis                     | Singularis                   | Pluralis                     | Singularis                   | Pluralis                     |                              |
| --------------- | ---------------------------- | ---------------------------- | ---------------------------- | ---------------------------- | ---------------------------- | ---------------------------- | ---------------------------- | ---------------------------- |
| Persona prima   | portavěro                    | portaverĭmus                 | terruěro                     | terruerĭmus                  | petivěro                     | petiverĭmus                  | audivěro                     | audiverĭmus                  |
| Persona secunda | portavěris                   | portaverĭtis                 | terruěris                    | terruerĭtis                  | petivěris                    | petiverĭtis                  | audivěris                    | audiverĭtis                  |
| Persona tertia  | portavěrit                   | portavěrint                  | terruěrit                    | terruěrint                   | petivěrit                    | petivěrint                   | audivěrit                    | audivěrint                   |

|                 | Indicativus futuri II passivi | Indicativus futuri II passivi | Indicativus futuri II passivi | Indicativus futuri II passivi | Indicativus futuri II passivi | Indicativus futuri II passivi | Indicativus futuri II passivi | Indicativus futuri II passivi |
| portāre         | portāre                       | terrēre                       | terrēre                       | petĕre                        | petĕre                        | audīre                        | audīre                        |                               |
| Singularis      | Pluralis                      | Singularis                    | Pluralis                      | Singularis                    | Pluralis                      | Singularis                    | Pluralis                      |                               |
| --------------- | ----------------------------- | ----------------------------- | ----------------------------- | ----------------------------- | ----------------------------- | ----------------------------- | ----------------------------- | ----------------------------- |
| Persona prima   | portātus erō                  | portātī erimus                | territus erō                  | territī erimus                | petītus erō                   | petītī erimus                 | audītus erō                   | audītī erimus                 |
| Persona secunda | portātus eris                 | portātī eritis                | territus eris                 | territī eritis                | petītus eris                  | petītī eritis                 | audītus eris                  | audītī eritis                 |
| Persona tertia  | portātus erit                 | portātī erunt                 | territus erit                 | territī erunt                 | petītus erit                  | petītī erunt                  | audītus erit                  | audītī erunt                  |

### Coniunctivus
|                | Coniunctivus praesentis activi | Coniunctivus praesentis activi | Coniunctivus praesentis activi | Coniunctivus praesentis activi | Coniunctivus praesentis activi | Coniunctivus praesentis activi | Coniunctivus praesentis activi | Coniunctivus praesentis activi |
| portāre        | portāre                        | terrēre                        | terrēre                        | petĕre                         | petĕre                         | audīre                         | audīre                         |                                |
| Singular       | Pluralis                       | Singularis                     | Pluralis                       | Singularis                     | Pluralis                       | Singularis                     | Pluralis                       |                                |
| -------------- | ------------------------------ | ------------------------------ | ------------------------------ | ------------------------------ | ------------------------------ | ------------------------------ | ------------------------------ | ------------------------------ |
| Pierwsza osoba | portem                         | portēmus                       | terream                        | terreāmus                      | petam                          | petāmus                        | audiam                         | audiāmus                       |
| Druga osoba    | portēs                         | portētis                       | terreās                        | terreātis                      | petās                          | petātis                        | audiās                         | audiātis                       |
| Trzecia osoba  | portet                         | portent                        | terreat                        | terreant                       | petat                          | petant                         | audiat                         | audiant                        |

|                | Coniunctivus praesentis passivi | Coniunctivus praesentis passivi | Coniunctivus praesentis passivi | Coniunctivus praesentis passivi | Coniunctivus praesentis passivi | Coniunctivus praesentis passivi | Coniunctivus praesentis passivi | Coniunctivus praesentis passivi |
| portāre        | portāre                         | terrēre                         | terrēre                         | petĕre                          | petĕre                          | audīre                          | audīre                          |                                 |
| Singular       | Pluralis                        | Singularis                      | Pluralis                        | Singularis                      | Pluralis                        | Singularis                      | Pluralis                        |                                 |
| -------------- | ------------------------------- | ------------------------------- | ------------------------------- | ------------------------------- | ------------------------------- | ------------------------------- | ------------------------------- | ------------------------------- |
| Pierwsza osoba | porter                          | portēmur                        | terream                         | terreāmur                       | petar                           | petāmur                         | audiar                          | audiāmur                        |
| Druga osoba    | portēris                        | portēminī                       | terreāris                       | terreāminī                      | petāris                         | petāminī                        | audiāris                        | audiāminī                       |
| Trzecia osoba  | portētur                        | portentur                       | terreātur                       | terreantur                      | petātur                         | petantur                        | audiātur                        | audiantur                       |

|                | Coniunctivus imperfecti activi | Coniunctivus imperfecti activi | Coniunctivus imperfecti activi | Coniunctivus imperfecti activi | Coniunctivus imperfecti activi | Coniunctivus imperfecti activi | Coniunctivus imperfecti activi | Coniunctivus imperfecti activi |
| portāre        | portāre                        | terrēre                        | terrēre                        | petĕre                         | petĕre                         | audīre                         | audīre                         |                                |
| Singularis     | Pluralis                       | Singularis                     | Pluralis                       | Singularis                     | Pluralis                       | Singularis                     | Pluralis                       |                                |
| -------------- | ------------------------------ | ------------------------------ | ------------------------------ | ------------------------------ | ------------------------------ | ------------------------------ | ------------------------------ | ------------------------------ |
| Pierwsza osoba | portārem                       | portārēmus                     | terrērem                       | terrērēmus                     | peterem                        | peterēmus                      | audīrem                        | audīrēmus                      |
| Druga osoba    | portārēs                       | portārētis                     | terrērēs                       | terrērētis                     | peterēs                        | peterētis                      | audīrēs                        | audīrētis                      |
| Trzecia osoba  | portāret                       | portārent                      | terrēret                       | terrērent                      | peteret                        | peterent                       | audīret                        | audīrent                       |

|                | Coniunctivus imperfecti passivi | Coniunctivus imperfecti passivi | Coniunctivus imperfecti passivi | Coniunctivus imperfecti passivi | Coniunctivus imperfecti passivi | Coniunctivus imperfecti passivi | Coniunctivus imperfecti passivi | Coniunctivus imperfecti passivi |
| portāre        | portāre                         | terrēre                         | terrēre                         | petĕre                          | petĕre                          | audīre                          | audīre                          |                                 |
| Singularis     | Pluralis                        | Singularis                      | Pluralis                        | Singularis                      | Pluralis                        | Singularis                      | Pluralis                        |                                 |
| -------------- | ------------------------------- | ------------------------------- | ------------------------------- | ------------------------------- | ------------------------------- | ------------------------------- | ------------------------------- | ------------------------------- |
| Pierwsza osoba | portārer                        | portārēmur                      | terrērer                        | terrērēmur                      | peterer                         | peterēmur                       | audīrer                         | audīrēmur                       |
| Druga osoba    | portārēris                      | portārēminī                     | terrērēris                      | terrērēminī                     | peterēris                       | peterēminī                      | audīrēris                       | audīrēminī                      |
| Trzecia osoba  | portārētur                      | portārentur                     | terrērētur                      | terrērentur                     | peterētur                       | peterentur                      | audīrētur                       | audīrentur                      |

|                 | Coniunctivus perfecti activi | Coniunctivus perfecti activi | Coniunctivus perfecti activi | Coniunctivus perfecti activi | Coniunctivus perfecti activi | Coniunctivus perfecti activi | Coniunctivus perfecti activi | Coniunctivus perfecti activi |
| portāre         | portāre                      | terrēre                      | terrēre                      | petĕre                       | petĕre                       | audīre                       | audīre                       |                              |
| Singularis      | Pluralis                     | Singularis                   | Pluralis                     | Singularis                   | Pluralis                     | Singularis                   | Pluralos                     |                              |
| --------------- | ---------------------------- | ---------------------------- | ---------------------------- | ---------------------------- | ---------------------------- | ---------------------------- | ---------------------------- | ---------------------------- |
| Persona prima   | portāverim                   | portāverīmus                 | terruerim                    | terruerīmus                  | petīverim                    | petīverīmus                  | audīverim                    | audīverīmus                  |
| Persona secunda | portāverīs                   | portāverītis                 | terruerīs                    | terruerītis                  | petīverīs                    | petīverītis                  | audīverīs                    | audīverītis                  |
| Persona tertia  | portāverit                   | portāverint                  | terruerit                    | terruerint                   | petīverit                    | petīverint                   | audīverit                    | audīverint                   |

|                 | Coniunctivus perfecti passivi | Coniunctivus perfecti passivi | Coniunctivus perfecti passivi | Coniunctivus perfecti passivi | Coniunctivus perfecti passivi | Coniunctivus perfecti passivi | Coniunctivus perfecti passivi | Coniunctivus perfecti passivi |
| portāre         | portāre                       | terrēre                       | terrēre                       | petĕre                        | petĕre                        | audīre                        | audīre                        |                               |
| Singularis      | Pluralis                      | Singularis                    | Pluralis                      | Singularis                    | Pluralis                      | Singularis                    | Pluralis                      |                               |
| --------------- | ----------------------------- | ----------------------------- | ----------------------------- | ----------------------------- | ----------------------------- | ----------------------------- | ----------------------------- | ----------------------------- |
| Persona prima   | portātus sim                  | portātī sīmus                 | territus sim                  | territī sīmus                 | petītus sim                   | petītī sīmus                  | audītus sim                   | audītī sīmus                  |
| Persona secunda | portātus sīs                  | portātī sītis                 | territus sīs                  | territī sītis                 | petītus sīs                   | petītī sītis                  | audītus sīs                   | audītī sītis                  |
| Persona tertia  | portātus sit                  | portātī sint                  | territus sit                  | territī sint                  | petītus sit                   | petītī sint                   | audītus sit                   | audītī sint                   |

|                 | Coniunctivus plusquamperfecti activi | Coniunctivus plusquamperfecti activi | Coniunctivus plusquamperfecti activi | Coniunctivus plusquamperfecti activi | Coniunctivus plusquamperfecti activi | Coniunctivus plusquamperfecti activi | Coniunctivus plusquamperfecti activi | Coniunctivus plusquamperfecti activi |
| portāre         | portāre                              | terrēre                              | terrēre                              | petĕre                               | petĕre                               | audīre                               | audīre                               |                                      |
| Singularis      | Pluralis                             | Singularis                           | Pluralis                             | Singularis                           | Pluralis                             | Singularis                           | Pluralis                             |                                      |
| --------------- | ------------------------------------ | ------------------------------------ | ------------------------------------ | ------------------------------------ | ------------------------------------ | ------------------------------------ | ------------------------------------ | ------------------------------------ |
| Persona prima   | portāvissem                          | portāvissēmus                        | terruissem                           | terruissēmus                         | petīvissem                           | petīvissēmus                         | audīvissem                           | audīvissēmus                         |
| Persona secunda | portāvissēs                          | portāvissētis                        | terruissēs                           | terruissētis                         | petīvissēs                           | petīvissētis                         | audīvissēs                           | audīvissētis                         |
| Persona tertia  | portāvisset                          | portāvissent                         | terruisset                           | terruissent                          | petīvisset                           | petīvissent                          | audīvisset                           | audīvissent                          |

|                 | Coniunctivus plusquamperfecti passivi | Coniunctivus plusquamperfecti passivi | Coniunctivus plusquamperfecti passivi | Coniunctivus plusquamperfecti passivi | Coniunctivus plusquamperfecti passivi | Coniunctivus plusquamperfecti passivi | Coniunctivus plusquamperfecti passivi | Coniunctivus plusquamperfecti passivi |
| portāre         | portāre                               | terrēre                               | terrēre                               | petĕre                                | petĕre                                | audīre                                | audīre                                |                                       |
| Singularis      | Pluralis                              | Singularis                            | Pluralis                              | Singularis                            | Pluralis                              | Singularis                            | Pluralis                              |                                       |
| --------------- | ------------------------------------- | ------------------------------------- | ------------------------------------- | ------------------------------------- | ------------------------------------- | ------------------------------------- | ------------------------------------- | ------------------------------------- |
| Persona prima   | portātus essem                        | portātī essēmus                       | territus essem                        | territī essēmus                       | petītus essem                         | petītī essēmus                        | audītus essem                         | audītī essēmus                        |
| Persona secunda | portātus essēs                        | portātī essētis                       | territus essēs                        | territī essētis                       | petītus essēs                         | petītī essētis                        | audītus essēs                         | audītī essētis                        |
| Persona tertia  | portātus esset                        | portātī essent                        | territus esset                        | territī essent                        | petītus esset                         | petītī essent                         | audītus esset                         | audītī essent                         |

### Imperativus
|             | Imperativus praesentis activi | Imperativus praesentis activi | Imperativus praesentis activi | Imperativus praesentis activi | Imperativus praesentis activi | Imperativus praesentis activi | Imperativus praesentis activi | Imperativus praesentis activi |
| portāre     | portāre                       | terrēre                       | terrēre                       | petĕre                        | petĕre                        | audīre                        | audīre                        |                               |
| Singularis  | Pluralis                      | Singularis                    | Pluralis                      | Singularis                    | Pluralis                      | Singularis                    | Pluralis                      |                               |
| ----------- | ----------------------------- | ----------------------------- | ----------------------------- | ----------------------------- | ----------------------------- | ----------------------------- | ----------------------------- | ----------------------------- |
| Druga osoba | portā                         | portāte                       | terrē                         | terrēte                       | pete                          | petite                        | audī                          | audīte                        |

|             | Imperativus praesentis passivi | Imperativus praesentis passivi | Imperativus praesentis passivi | Imperativus praesentis passivi | Imperativus praesentis passivi | Imperativus praesentis passivi | Imperativus praesentis passivi | Imperativus praesentis passivi |
| portāre     | portāre                        | terrēre                        | terrēre                        | petĕre                         | petĕre                         | audīre                         | audīre                         |                                |
| Singularis  | Pluralis                       | Singularis                     | Pluralis                       | Singularis                     | Pluralis                       | Singularis                     | Pluralis                       |                                |
| ----------- | ------------------------------ | ------------------------------ | ------------------------------ | ------------------------------ | ------------------------------ | ------------------------------ | ------------------------------ | ------------------------------ |
| Druga osoba | portāre                        | portāminī                      | terrēre                        | terrēminī                      | petere                         | petiminī                       | audīre                         | audīminī                       |

|               | Imperativus futuri I activi | Imperativus futuri I activi | Imperativus futuri I activi | Imperativus futuri I activi | Imperativus futuri I activi | Imperativus futuri I activi | Imperativus futuri I activi | Imperativus futuri I activi |
| portāre       | portāre                     | terrēre                     | terrēre                     | petĕre                      | petĕre                      | audīre                      | audīre                      |                             |
| Singularis    | Pluralis                    | Singularis                  | Pluralis                    | Singularis                  | Pluralis                    | Singularis                  | Pluralis                    |                             |
| ------------- | --------------------------- | --------------------------- | --------------------------- | --------------------------- | --------------------------- | --------------------------- | --------------------------- | --------------------------- |
| Osoba druga   | portātō                     | portātōte                   | terrētō                     | terrētōte                   | petitō                      | petitōte                    | audītō                      | audītōte                    |
| Osoba trzecia | portātō                     | portantō                    | terrētō                     | terrentō                    | petitō                      | petuntō                     | audītō                      | audiuntō                    |

|               | Imperativus futuri I passivi | Imperativus futuri I passivi | Imperativus futuri I passivi | Imperativus futuri I passivi | Imperativus futuri I passivi | Imperativus futuri I passivi | Imperativus futuri I passivi | Imperativus futuri I passivi |
| portāre       | portāre                      | terrēre                      | terrēre                      | petĕre                       | petĕre                       | audīre                       | audīre                       |                              |
| Singularis    | Pluralis                     | Singularis                   | Pluralis                     | Singularis                   | Pluralis                     | Singularis                   | Pluralis                     |                              |
| ------------- | ---------------------------- | ---------------------------- | ---------------------------- | ---------------------------- | ---------------------------- | ---------------------------- | ---------------------------- | ---------------------------- |
| Osoba druga   | portātor                     | ––                           | terrētor                     | ––                           | petitor                      | ––                           | audītor                      | ––                           |
| Osoba trzecia | portātor                     | portantor                    | terrētor                     | terrentor                    | petitor                      | petuntor                     | audītor                      | audiuntor                    |

### Verba deponentia
|                   | Koniugacja I                                                                              | Koniugacja I                                                                              | Koniugacja I | Koniugacja I |
| Indicativus       | Coniunctivus                                                                              | Pozostałe formy                                                                           | |              |
| ----------------- | ----------------------------------------------------------------------------------------- | ----------------------------------------------------------------------------------------- | --- | ------------ |
| Praesens          | - hortor - hortāris - hortātur - hortāmur - hortamĭni - hortantur                         | - horter - hortēris (hortēre) - hortētur - hortēmur - hortemĭni - hortentur               | Imperativus I - hortāre - hortamĭni Imperativus II - hortātor - hortātor - hortantor |              |
| Imperfectum       | - hortābar - hortabāris (hortabāre) - hortabātur - hortabāmur - hortabamĭni - hortabantur | - hortārer - hortarēris (hortarēre) - hortarētur - hortarēmur - hortaremĭni - hortarentur | Infinitivus praesentis - hortāri Infinitivus perfecti - hortātum (-am, -um itd.) esse Infinitivus futuri activi - hortatūrum (-am, -um itd.) esse                                                                                |              |
| Futurum I         | - hortābor - hortaběris (hortaběre) - hortabĭtur - hortabĭmur - hortabimĭni - hortabuntur | –                                                                                         | Participium praesentis activi - hortans, hortantis Participium perfecti - hortātus, a, um Participium futuri activi - hortaturus, hortatura, hortaturum Participium futuri passivi (gerundivum) - hortandus, hortanda, hortandum |              |
| Perfectum         | - hortātus, a, um sum (es, est); hortati, ae, a sumus (estis, sunt)                       | - hortātus, a, um sim (sis, sit); hortati, ae, a simus (sitis, sint)                      | Gerundium - hortandi, hortando itd. |              |
| Plusquamperfectum | - hortātus, a, um eram (eras, erat); hortati, ae, a erāmus (erātis, erant)                | - hortātus, a, um essem (esses, esset); hortati, ae, a essēmus (essētis, essent)          | Supinum I - hortatum Supinum II - hortātu |              |
| Futurum II        | - hortātus, a, um ero (eris, erit); hortati, ae, a erĭmus (erĭtis, erunt)                 | –                                                                                         | |              |

|                   | Koniugacja II                                                                      | Koniugacja II                                                                      | Koniugacja II | Koniugacja II |
| Indicativus       | Coniunctivus                                                                       | Pozostałe formy                                                                    | |               |
| ----------------- | ---------------------------------------------------------------------------------- | ---------------------------------------------------------------------------------- | --- | ------------- |
| Praesens          | - verěor - verēris - verētur - verēmur - veremĭni - verentur                       | - verěar - vereāris (vereāre) - vereātur - vereāmur - vereamĭni - vereantur        | Imperativus I - verēre - veremĭni Imperativus II - verētor - verētor - verentor |               |
| Imperfectum       | - verēbar - verebāris (verebāre) - verebātur - verebāmur - verebamĭni - verebantur | - verērer - vererēris (vererēre) - vererētur - vererēmur - vereremĭni - vererentur | Infinitivus praesentis - verēri Infinitivus perfecti - veritum (-am, -um itd.) esse Infinitivus futuri activi - veriturum (-am, -um itd.) esse                                                                          |               |
| Futurum I         | - verēbor - vereběris (vereběre) - verebĭtur - verebĭmur - verebimĭni - verebuntur | –                                                                                  | Participium praesentis activi - verens, verentis Participium perfecti - verĭtus, a, um Participium futuri activi - veriturus, veritura, veriturum Participium futuri passivi (gerundivum) - verendus, verenda, verendum |               |
| Perfectum         | - verĭtus, a, um sum (es, est); verĭti, ae, a sumus (estis, sunt)                  | - verĭtus, a, um sim (sis, sit); verĭti, ae, a simus (sitis, sint)                 | Gerundium - verendi, verendo itd. |               |
| Plusquamperfectum | - verĭtus, a, um eram (eras, erat); verĭti, ae, a erāmus (erātis, erant)           | - verĭtus, a, um essem (esses, esset); verĭti, ae, a essēmus (essētis, essent)     | Supinum I - verĭtum Supinum II - verĭtu |               |
| Futurum II        | - verĭtus, a, um ero (eris, erit); verĭti, ae, a erĭmus (erĭtis, erunt)            | –                                                                                  | |               |

|                   | Koniugacja III                                                                            | Koniugacja III                                                                            | Koniugacja III | Koniugacja III |
| Indicativus       | Coniunctivus                                                                              | Pozostałe formy                                                                           | |                |
| ----------------- | ----------------------------------------------------------------------------------------- | ----------------------------------------------------------------------------------------- | --- | -------------- |
| Praesens          | - loquor - loquěris - loquĭtur - loquĭmur - loquimĭni - loquuntur                         | - loquar - loquāris (loquāre) - loquātur - loquāmur - loquamĭni - loquantur               | Imperativus I - loquěre - loquimĭni Imperativus II - loquĭtor - loquĭtor - loquuntor |                |
| Imperfectum       | - loquēbar - loquebāris (loquābare) - loquebātur - loquebāmur - loquebamĭni - loquebantur | - loquěrer - loquerēris (loquerēre) - loquerētur - loquerēmur - loqueremĭni - loquerentur | Infinitivus praesentis - loqui Infinitivus perfecti - locūtum (-am, -um itd.) esse Infinitivus futuri activi - locutūrum (-am, -um itd.) esse                                                                                |                |
| Futurum I         | - loquar - loquēris (loquēre) - loquētur - loquēmur - loquemĭni - loquentur               | –                                                                                         | Participium praesentis activi - loquens, loquentis Participium perfecti - locūtus, a, um Participium futuri activi - locutūrus, locutūra, locutūrum Participium futuri passivi (gerundivum) - loquendus, loquenda, loquendum |                |
| Perfectum         | - locūtus, a, um sum (es, est); locūti, ae, a sumus (estis, sunt)                         | - locūtus, a, um sim (sis, sit); locūti, ae, a simus (sitis, sint)                        | Gerundium - loquendi, loquendo itd. |                |
| Plusquamperfectum | - locūtus, a, um eram (eras, erat); locūti, ae, a erāmus (erātis, erant)                  | - locūtus, a, um essem (esses, esset); locūti, ae, a essēmus (essētis, essent)            | Supinum I - locūtum Supinum II - locūtu |                |
| Futurum II        | - locūtus, a, um ero (eris, erit); locūti, ae, a erĭmus (erĭtis, erunt)                   | –                                                                                         | |                |

|                   | Koniugacja IV                                                                                    | Koniugacja IV                                                                             | Koniugacja IV | Koniugacja IV |
| Indicativus       | Coniunctivus                                                                                     | Pozostałe formy                                                                           | |               |
| ----------------- | ------------------------------------------------------------------------------------------------ | ----------------------------------------------------------------------------------------- | --- | ------------- |
| Praesens          | - mentior - mentīris - mentītur - mentīmur - mentimĭni - mentiuntur                              | - mentiar - mentiāris (mentiāre) - mentiātur - mentiāmur - mentiamĭni - mentiantur        | Imperativus I - mentīre - mentimĭni Imperativus II - mentītor - mentītor - mentiuntor |               |
| Imperfectum       | - mentiēbar - mentiebāris (mentiebāre) - mentiebātur - mentiebāmur - mentiebamĭni - mentiebantur | - mentīrer - mentirēris (mentirēre) - mentirētur - mentirēmur - mentiremĭni - mentirentur | Infinitivus praesentis - mentīri Infinitivus perfecti - mentītum (-am, -um itd.) esse Infinitivus futuri activi - mentitūrum (-am, -um itd.) esse                                                                                  |               |
| Futurum I         | - mentiar - mentiēris (mentiēre) - mentiētur - mentiēmur - mentiemĭni - mentientur               | –                                                                                         | Participium praesentis activi - mentiens, mentientis Participium perfecti - mentītus, a, um Participium futuri activi - mentiturus, mentitura, mentiturum Participium futuri passivi (gerundivum) - metiendus, metienda, metiendum |               |
| Perfectum         | - mentītus, a, um sum (es, est); mentīti, ae, a sumus (estis, sunt)                              | - mentītus, a, um sim (sis, sit); mentīti, ae, a simus (sitis, sint)                      | Gerundium - mentiendi, mentiendo itd. |               |
| Plusquamperfectum | - mentītus, a, um eram (eras, erat); mentīti, ae, a erāmus (erātis, erant)                       | - mentītus, a, um essem (esses, esset); mentīti, ae, a essēmus (essētis, essent)          | Supinum I - mentītum Supinum II - mentītu |               |
| Futurum II        | - mentītus, a, um ero (eris, erit); mentīti, ae, a erĭmus (erĭtis, erunt)                        | –                                                                                         | |               |

### Verba anomala

#### Sum, esse, fuii composita
|                   | sum, esse, fui                                             | sum, esse, fui                                                                                            | sum, esse, fui | sum, esse, fui |
| Indicativus       | Coniunctivus                                               | Pozostałe formy                                                                                           | |                |
| ----------------- | ---------------------------------------------------------- | --- | --- | -------------- |
| Praesens          | - sum - es - est - sumus - estis - sunt                    | - sim - sis - sit - simus - sitis - sint                                                                  | Imperativus I - es - este Imperativus II - esto - esto - estōte - sunto                                                     |                |
| Imperfectum       | - eram - eras - erat - erāmus - erātis - erant             | - essem (forem) - esses (fores) - esset (foret) - essēmus (forēmus) - essētis (forētis) - essent (forent) | Infinitivus praesentis - esse Infinitivus perfecti - fuisse Infinitivus futuri activi - futūrum (-am, -um itd.) esse (fore) |                |
| Futurum I         | - ero - eris - erit - erĭmus - erĭtis - erunt              | – | Participium praesentis activi - tworzą tylko złożenia Participium futuri - futūrus, a, um                                   |                |
| Perfectum         | - fui - fuisti - fuit - fuimus - fuistis - fuērunt         | - fuěrim - fuěris - fuěrit - fuerĭmus - fuerĭtis - fuěrint                                                | |                |
| Plusquamperfectum | - fuěram - fuěras - fuěrat - fuerāmus - fuerātis - fuěrant | - fuissem - fuisses - fuisset - fuissēmus - fuissētis - fuissent                                          | |                |
| Futurum II        | - fuěro - fuěris - fuěrit - fuerĭmus - fuerĭtis - fuěrint  | – | |                |

Tak samo odmieniają się pozostałe composita sum, esse, fui, pewnymi odmiennościami cechują się zestawione niżej possum, posse, potui i prosum, prodesse, profui.
|                   | possum, posse, potui                                                   | possum, posse, potui                                                         | possum, posse, potui                                                                      | possum, posse, potui |
| Indicativus       | Coniunctivus                                                           | Pozostałe formy                                                              |                                                                                           |                      |
| ----------------- | ---------------------------------------------------------------------- | ---------------------------------------------------------------------------- | ----------------------------------------------------------------------------------------- | -------------------- |
| Praesens          | - possum - potes - potest - possumus - potestis - possunt              | - possim - possis - possit - possīmus - possītis - possint                   |                                                                                           |                      |
| Imperfectum       | - potěram - potěras - potěrat - poterāmus - poterātis - potěrant       | - possem - posses - posset - possēmus - possētis - possent                   | Infinitivus praesentis - posse Infinitivus perfecti - potui                               |                      |
| Futurum I         | - potěro - potěris - potěrit - poterĭmus - poterĭtis - potěrunt        | –                                                                            | Participium praesentis activi - tworzą tylko złożenia Participium futuri - futūrus, a, um |                      |
| Perfectum         | - potui - potuisti - potuit - potuĭmus - potuistis - potuērunt (ere)   | - potuěrim - potuěris - potuěrit - potuerĭmus - potuerĭtis - potuěrint       |                                                                                           |                      |
| Plusquamperfectum | - potuěram - potuěras - potuěrat - potuerāmus - potuerātis - potuěrant | - potuissem - potuisses - potuisset - potuissēmus - potuissētis - potuissent |                                                                                           |                      |
| Futurum II        | - potuěro - potuěris - potuěrit - potuerĭmus - potuerĭtis - potuěrint  | –                                                                            |                                                                                           |                      |

|                   | sum, esse, fui                                                               | sum, esse, fui                                                                     | sum, esse, fui | sum, esse, fui |
| Indicativus       | Coniunctivus                                                                 | Pozostałe formy                                                                    | |                |
| ----------------- | ---------------------------------------------------------------------------- | ---------------------------------------------------------------------------------- | --- | -------------- |
| Praesens          | - prosum - prodes - prodest - prosŭmus - prodestis - prosunt                 | - prosim - prosis - prosit - prosīmus - prosītis - prosint                         | Imperativus I - prodes - prodeste Imperativus II - prodesto - prodesto - prodestōte - prosunto                                 |                |
| Imperfectum       | - proděram - proděras - proděrat - proderāmus - proderātis - proděrant       | - prodessem - prodesses - prodesset - prodessēmus - prodessētis - prodessent       | Infinitivus praesentis - prodesse Infinitivus perfecti - profuisse Infinitivus futuri activi - profutūrum (-am, -um itd.) esse |                |
| Futurum I         | - proděro - proděris - proděrit - proderĭmus - proderĭtis - proděrunt        | –                                                                                  | |                |
| Perfectum         | - profui - profuisti - profuit - profuimus - profuistis - profuērunt         | - profuěrim - profuěris - profuěrit - profuerĭmus - fuerĭtis - profuěrint          | |                |
| Plusquamperfectum | - profuěram - profuěras - profuěrat - profuerāmus - profuerātis - profuěrant | - profuissem - profuisses - profuisset - profuissēmus - profuissētis - profuissent | |                |
| Futurum II        | - profuěro - profuěris - fuěrit - profuerĭmus - profuerĭtis - profuěrint     | –                                                                                  | |                |

#### Volo,noloimalo
|             | volo, velle, volui                                               | volo, velle, volui                                         | volo, velle, volui              | volo, velle, volui |
| Indicativus | Coniunctivus                                                     | Pozostałe formy                                            |                                 |                    |
| ----------- | ---------------------------------------------------------------- | ---------------------------------------------------------- | ------------------------------- | ------------------ |
| Praesens    | - volo - vis - vult (volt) - volŭmus - vultis (voltis) - volunt  | - velim - velis - velit - velīmus - velītis - velint       | Infinitivus praesentis - velle  |                    |
| Imperfectum | - volēbam - volēbas - volēbat - volebāmus - volebātis - volēbant | - vellem - velles - vellet - vellēmus - vellētis - vellent | Participium praesentis - volens |                    |
| Futurum I   | - volam - voles - volet - volēmus - volētis - volent             |                                                            |                                 |                    |

|             | nolo, nolle, nolui                                               | nolo, nolle, nolui                                         | nolo, nolle, nolui                                                                  | nolo, nolle, nolui |
| Indicativus | Coniunctivus                                                     | Pozostałe formy                                            |                                                                                     |                    |
| ----------- | ---------------------------------------------------------------- | ---------------------------------------------------------- | ----------------------------------------------------------------------------------- | ------------------ |
| Praesens    | - nolo - non vis - non vult - nolŭmus - non vultis - nolunt      | - nolim - nolis - nolit - nolīmus - nolītis - nolint       | Infinitivus praesentis - nolle                                                      |                    |
| Imperfectum | - nolēbam - nolēbas - nolēbat - nolebāmus - nolebātis - nolēbant | - nollem - nolles - nollet - nollēmus - nollētis - nollent | Participium praesentis - nolens                                                     |                    |
| Futurum I   | - nolam - noles - nolet - nolēmus - nolētis - nolent             | –                                                          | Imperativus I - noli - nolīte Imperativus II - nolīto - nolīto - nolitöte - nolunto |                    |

|             | malo, malle, malui                                               | malo, malle, malui                                         | malo, malle, malui             | malo, malle, malui |
| Indicativus | Coniunctivus                                                     | Pozostałe formy                                            |                                |                    |
| ----------- | ---------------------------------------------------------------- | ---------------------------------------------------------- | ------------------------------ | ------------------ |
| Praesens    | - malo - mavis - mavult - malŭmus - mavultis - malunt            | - malim - malis - malit - malīmus - malītis - malint       | Infinitivus praesentis - malle |                    |
| Imperfectum | - malēbam - malēbas - malēbat - malebāmus - malebātis - malēbant | - mallem - malles - mallet - mallēmus - mallētis - mallent |                                |                    |
| Futurum I   | - malam - males - malet - malēmus - malētis - malent             |                                                            |                                |                    |

## Czasownik w łacinie średniowiecznej
Język łaciński w średniowieczu był bardzo zmienny w zależności od regionu i okresu historycznego. Można jednak wyróżnić zespół cech typowych dla morfologii czasownika łacińskiego na tym etapie dziejów języka:
- Czasowniki mogą zmieniać przynależność do koniugacji, np. czasownik descendo w łacinie klasycznej przynależący do koniugacji III w łacinie średniowiecznej może przynależeć do koniugacji II jako descendeo.
- Verba deponentia bywają używane w znaczeniu biernym.
- Verba deponentia bywają także odmieniane w stronie czynnej, np. klasyczne loquor, loqui może odmieniać się jako loquo, loquere.
- Znacznie częściej niż w łacinie klasycznej infinitivus traktowany jest jako nieodmienny rzeczownik – np. esse w terminologii scholastycznej oznacza bycie.
- W formach passivi w łacinie klasycznej złożonych z participium perfecti passivi i utworzonych od tematu praesentis form czasownika sum, esse (sum, eram, ero, sim, essem, esse itp.) używa się często w łacinie średniowiecznej zamiast form czasownika sum, esse utworzonych od tematu praesentis form utworzonych od tematu perfecti (fui, fueram, fuero, fuerim, fuissem, fuisse itp.).
- Participium praesentis activi w połączeniu z odpowiednią formą czasownika sum, esse może wyrażać stopień czasu – np. połączenie erat cupiens może wyrażać ten sam stopień czasu, który w łacinike klasycznej wyraża forma cupiebat.
- W łacinie średniowiecznej obok form klasycznych infinit. praes. pass. zdarza się użycie form archaicznych na -irier, -arier, np. conuestirier zamiast klasycznej formy convestari czy uelarier zaniast klasycznej formy velari.
- Częste jest tworzenie futurum i zamiaru przyszłego przez zastosowanie formy osobowej czasownika habere z infinitywem, np. dicere habet (powie, ma zamiar mówić).
- Zdarza się także tworzenie form o znaczeniu przeszłym przez zastosowanie formy osobowej czasownika habere z part. pass., numeratos habes (policzyłeś, masz policzone).
- Wielu part. praes. act. w stopniu najwyższym i w znaczeniu biernym używa się przymiotnikowo, np. desiderantissimus (najbardziej upragniony).
- Powstają także niepoprawne z punktu widzenia słowotwórstwa łaciny klasycznej czasowniki i participia.

Liczne są także odmienności w składni czasownika w porównaniu z łaciną klasyczną. Do najważniejszych należą:
- Osobliwości składniowe powstałe pod wpłwem bezpośredniego przekładu składni hebrajskiej i greckiej w tekście Wulgaty. Wpływ składni greckiej można zauważyć np. w częstym użyciu orzeczenia w sing, kiedy podmiotem jest rzeczwownik w neutr. plur.
- Znaczne zmiany w rekcji czasownika. Zamiast dopełnienia w datywie i ablatywie występuje często dopełnienie w akuzatywie. Zamiast dopełnienia w akuzatywie często dopełnienie w genetywie.
- Zmiany w użyciu trybów, zwłaszcza bardzo liczne odstępstwa od klasycznego użycia koniunktywu, stosowanego w łacinie średniowiecznej bardzo chaotycznie.

Te anomalie mają różne źródła, najważniejsze z nich to:
- naturalny rozwój języka w okresie antyku (łacina średniowieczna jest pod tym względem odmianą klasycznego języka literackiego ze znaczną jednak domieszką form wykształconych w okresie późnego antyku i wczesnego średniowiecza)
- u autorów, których pierwszym językiem jest łacina, wpływ lokalnych dialektów (łacina italska, galijska, brytyjska, hiszpańska, afrykańska itd.)
- u autorów późniejszych wpływ języków rodzimych
- zwykłe błędy wynikające z niedostatecznego opanowania języka.